# ラグビー日本代表
ラグビー日本代表（ラグビーにほんだいひょう）は、日本ラグビーフットボール協会が組織するラグビーユニオンのナショナルチーム。愛称は「ブレイブ・ブロッサムズ」（Brave Blossoms）。他のスポーツに先駆けて、1966年から現在まで略称として「ジャパン」と呼ばれ、さらにヘッドコーチ名を冠し「エディージャパン」などと呼ぶ。ファーストジャージは赤と白のストライプで、左胸に「全開の桜3弁」を配置し「桜のジャージ」と呼ばれる。日本代表に準じるセカンドチームに、「JAPAN XV（ジャパン・フィフティーン）」がある。

## 直近の動向・対戦結果
直近の 対戦結果 および 動向の詳細は、「ラグビー日本代表 2025年メンバー」を参照。

## 現在の選手・スタッフ

### チームコンセプト「超速 AS ONE」
2025年6月11日、日本代表強化合宿（6月16日開始）に参加する選手発表の場で、チームコンセプト「超速 AS ONE」をエディー・ジョーンズHCが発表した。「超速」は、Physical（パス、ラン、キックの速さ）、Thinking（考える速さ）、Collaboration（連携・団結の速さ）を意味する。「AS ONE」は、Value（共通の価値観）、Goal（明確な目標）、Action（具体的なアクション）を意味する。

### テストマッチの大敗が続く
第2次エディー・ジョーンズヘッドコーチ体制1年目の2024年の秋には、以下のようにテストマッチでの大敗が続き、批判が強まった。
- 2024年10月26日のニュージーランド代表戦（オールブラックス戦） は、19-64で大敗した[12][13]。
- 2024年10月30日からヨーロッパ遠征[14]。初戦フランス代表に8トライを奪われ、12-52（前半0-31）で大敗した[15][16][17][18]。
- 2024年11月16日のウルグアイ代表戦では、日本がイエローとレッドのカードを1枚ずつ出した苦戦のなか、36-20で勝利した[19][20][21][22]。
- 2024年11月24日のイングランド代表戦では、ラインアウト・スクラム・モールなどセットプレーの多くが崩壊し、多くのミスを出し、9トライを奪われ、14-59（前半7-35）で大敗した[23][24][25]。

### 日本代表の現状に関する意見
- 2024年11月24日の試合後、WTBでリザーブ出場した梶村祐介は、「失点の多さについて、選手からは改善策の声が挙がっているが、練習には反映されていない。選手たちは、コーチから指示が降りてきたものしか出来ない。プランの変更はあまりなくて、もっと修正してゲームに臨めたのにな、と感じる」と、攻撃面の練習が中心で、大量失点を防ぐ守備対策がほとんどなされていないことを明かした[26][27]。
- 2024年11月24日、試合後の会見でエディー・ジョーンズは「シーズンを通じて、特にここが伸びたという成長点もなければここがひどくなった、という点もない。プロセスを信じてやり続けることが大事だ」と語った[28]。11月26日に帰国した際の会見では、選手からの不満の声が出ていることに対して、「結果が出ず、選手から反発があるかもしれないが、新チームのスタート時は起こりがち。選手とのコミュニケーションの問題」だとして一蹴。「アタックがよくなれば、おのずとディフェンスもよくなる。アタックで世界一になることには自信を持っている」と述べた[29]。
- 2024年11月25日、横浜キヤノンイーグルス監督の沢木敬介は、「日本代表は、日本の選手全員が『そこでプレーしたい』と目指し、憧れる場所であってほしい。テストマッチは国を代表して戦う。選手育成はテストマッチの前段階で行うべきだ。テストマッチは、『試した結果、負けてもいい』という感覚でやる試合ではない」と述べ、現状が「キャップの安売り」であると指摘した[30]。
- 2024年11月25日、元日本代表の坂田正彰は、「テストマッチ経験の少ない選手を多く起用し、国際舞台で経験を積ませることで実力アップを図る狙いは理解できる。第2次エディージャパンに結果は出ていないが、それでも目先の結果にこだわるよりも、先々を見据えたチーム作りは間違いないと考える」と、現状を肯定的に捉えた[31]。
- 2024年11月25日、元U23日本代表監督の砂村光信は、「強豪国では20歳前後の一番伸び盛りの選手を育成するシステムが整備されているが、大学ラグビーが中心の日本は、大きく遅れを取っている」と、かつて大学ラグビーが日本のラグビー人気を支えていた伝統への改革を求めた[32]。

### 2026年から新しい国際大会
2023年10月24日、ワールドラグビーは、上述「パシフィックネーションズカップ」刷新のほか、2026年からの男子新国際大会創設などを発表した。
- ワールドラグビー ネーションズ・チャンピオンシップ - 2年に1度、欧州6か国（シックス・ネイションズ）と、南半球4か国（ザ・ラグビーチャンピオンシップ）に、2チームが新たに加わり、12か国の総当たり戦を行う。AFP通信などによると、日本とフィジーの参加が有力視されている[34][35]。同時に下部ディビジョン（12チーム）も創設し、2030年からは2つのディビジョン間で昇降格制度を始める[36]。
- ラグビーワールドカップ2027（2027年10月1日 - 11月13日）- 参加国を4つ増やし24か国とし、4か国ずつ6プールで行う。決勝ステージは、各プールの上位2か国（計12か国）が自動的に進出、3位チーム6か国のうち上位4か国を加え、合計16か国によるトーナメントとなる。これによりプール戦は4か国編成（各国3試合）となり、ワールドカップ2023より1週間短い6週間（7回の週末）へと大会期間が短縮され、各国とも約1週間の対戦間隔に揃う[37][38][39]。組み合わせ抽選は2026年1月[37]。

## 代表資格

### 国籍は関係ない
ラグビーでは、国の代表チームとしてプレーする際に、国籍は問われないため、「所属協会主義」という。ワールドラグビーの レギュレーション8条 により、代表資格は以下の条件で規定されている。
U20などジュニア代表では、他国での出場は不問。ただし、7人制ラグビーが行われるオリンピックおよびその予選の場合、ワールドラグビーの代表資格規定は該当せず、その国の国籍を持つ選手のみ（国籍主義）となる。
2024年8月1日から緩和され、それまで「60ヶ月間継続して居住していなければならない」という規定は撤廃され、その国内チームにのみ60か月（5年）在籍していれば条件を満たしていることになった。5年以上静岡ブルーレヴズに所属していたマロ・ツイタマは、2024年7月15日から日本代表合宿に召集され、8月25日（日本時間26日）に日本代表として初出場した。

### 帰化した選手が少なくない
「外国人選手が多い」という批判がある が、日本は外見的特徴からそのように指摘されやすい。他の国のラグビー代表チームも同様に、異なる国の出身者が多く含まれる。
ワールドカップ2023において、自国出身選手のみで構成されたのは、南アフリカ共和国とアルゼンチンだけだった。
学生時代から日本で生活し、日本に帰化（日本国籍を取得）している日本代表選手も少なくない。

### 南太平洋諸国に配慮した新条件
2022年1月1日から、以下の基準を満たす場合に選手が一つの協会（国）から別の協会（国）へ変更できるようになった。これは、フィジー、サモア、トンガなどの南太平洋の国々出身の選手（小さな島々の出身ということで「アイランダー」とも呼ばれる）が、活躍の場や経済力を求めて外国に行ってしまい、出身国のラグビー運営に支障が出ることへの配慮を主とする規約改正（生得権の枠組みの変更）である。
- 選手は一度だけ協会を変更することができ、各ケースはワールドラグビーの承認が必要となる。

### 所属協会主義
上述のように、ラグビーユニオンは所属協会主義である。ラグビー発祥の地イギリスは、サッカー同様、イングランド・スコットランド・ウェールズ・アイルランドの協会に分かれる。また、かつてイギリスは世界中に多くの植民地（南アフリカ共和国・フィジー・香港など）を持っていた。
現在も、ニュージーランド・オーストラリア・カナダなど英連邦王国は15か国ある（ただし国家としてそれぞれ独立している）。またアイルランド代表は、イギリスの北アイルランドと、アイルランドとの2か国による合同チームである。
19世紀の終わり頃から、これら人的交流のなかでは、各国のラグビー代表を国籍でくくることが難しかった背景がある。

## ワールドラグビー男子ランキング
| ワールドラグビー男子ランキング 上位30チーム（2025年7月21日時点） | ワールドラグビー男子ランキング 上位30チーム（2025年7月21日時点） | ワールドラグビー男子ランキング 上位30チーム（2025年7月21日時点） | ワールドラグビー男子ランキング 上位30チーム（2025年7月21日時点） |
| 順位                                                             | 変動*                                                            | チーム                                                           | ポイント                                                         |
| ---------------------------------------------------------------- | ---------------------------------------------------------------- | ---------------------------------------------------------------- | ---------------------------------------------------------------- |
| 1                                                                | 増減なし                                                         | 南アフリカ共和国                                                 | 092.78                                                           |
| 2                                                                | 増減なし                                                         | ニュージーランド                                                 | 092.06                                                           |
| 3                                                                | 増減なし                                                         | アイルランド                                                     | 089.83                                                           |
| 4                                                                | 増減なし                                                         | フランス                                                         | 087.82                                                           |
| 5                                                                | 増減なし                                                         | イングランド                                                     | 087.64                                                           |
| 6                                                                | 増減なし                                                         | オーストラリア                                                   | 082.08                                                           |
| 7                                                                | 増減なし                                                         | アルゼンチン                                                     | 082.05                                                           |
| 8                                                                | 増減なし                                                         | スコットランド                                                   | 081.57                                                           |
| 9                                                                | 増減なし                                                         | フィジー                                                         | 080.50                                                           |
| 10                                                               | 増減なし                                                         | イタリア                                                         | 077.77                                                           |
| 11                                                               | 増減なし                                                         | ジョージア                                                       | 074.69                                                           |
| 12                                                               | 増減なし                                                         | ウェールズ                                                       | 074.05                                                           |
| 13                                                               | 増減なし                                                         | サモア                                                           | 072.48                                                           |
| 14                                                               | 増減なし                                                         | 日本                                                             | 072.29                                                           |
| 15                                                               | 増減なし                                                         | スペイン                                                         | 069.12                                                           |
| 16                                                               | 増減なし                                                         | アメリカ合衆国                                                   | 068.45                                                           |
| 17                                                               | 増減なし                                                         | ウルグアイ                                                       | 067.52                                                           |
| 18                                                               | 増減なし                                                         | ポルトガル                                                       | 066.44                                                           |
| 19                                                               | 増減なし                                                         | トンガ                                                           | 065.46                                                           |
| 20                                                               | 増減なし                                                         | チリ                                                             | 063.83                                                           |
| 21                                                               | 増減なし                                                         | ルーマニア                                                       | 062.67                                                           |
| 22                                                               | 増減なし                                                         | ベルギー                                                         | 061.20                                                           |
| 23                                                               | 増減なし                                                         | 香港                                                             | 059.98                                                           |
| 24                                                               | 2                                                                | ジンバブエ                                                       | 058.80                                                           |
| 25                                                               | 1                                                                | カナダ                                                           | 057.75                                                           |
| 26                                                               | 1                                                                | オランダ                                                         | 057.01                                                           |
| 27                                                               | 2                                                                | ナミビア                                                         | 056.86                                                           |
| 28                                                               | 増減なし                                                         | ブラジル                                                         | 055.90                                                           |
| 29                                                               | 増減なし                                                         | スイス                                                           | 055.26                                                           |
| 30                                                               | 増減なし                                                         | ポーランド                                                       | 054.06                                                           |
| *前週からの変動                                                  |                                                                  |                                                                  |                                                                  |
| 日本のランキングの推移                                           |                                                                  |                                                                  |                                                                  |
| 生のグラフデータを参照/編集してください.                         |                                                                  |                                                                  |                                                                  |
| 出典: ワールドラグビー 推移グラフの最終更新: 2025年7月21日       |                                                                  |                                                                  |                                                                  |
|                                                                  | 現在、技術上の問題で一時的にグラフが表示されなくなっています。   |                                                                  |                                                                  |

毎週月曜の日中（アイルランド時間。日本時間では同日夜）までに ワールドラグビーが発表するデータ にもとづく。ワールドカップ中は毎日ランキングが更新されるが、右表の元データは週1回の更新となる。
ホームでの敗戦（アウェイでの勝利）では、ポイントが大きく動く。また、ワールドカップ時は、通常テストマッチの2倍ポイントが動く。このシステムは2003年10月に日本は18位から始まり、直後に開催のワールドカップ2003で全敗したため20位に落ちた。
日本代表の過去最高ランクは、ワールドカップ2019準々決勝南アフリカ戦の前日、2019年10月19日(土)に記録した6位。翌日、南アフリカに敗れて8位になった。
新型コロナウイルス感染症の世界的流行の2020年は、強豪国が早期にテストマッチを再開したが、日本はこの年まったく試合を行なわず、2020年11月16日付けで10位に落ちた。
2023年7月24日付けで10位から12位へ落ちた。12位サモアにホームで敗戦したため。2016年11月7日付け以来、6年9か月ぶり。8月7日付けで、秩父宮ラグビー場でフィジーに敗れた ため14位に転落。2015年8月31日付け以来約8年ぶり。9月25日付けで、不振ジョージア と入れ替わり、13位に浮上。9月28日にワールドカップ2023プール戦でサモアに勝利し12位となった。
2024年7月13日、ランキング14位のジョージアにホーム（ユアテックスタジアム仙台）で敗れ、2024年7月15日付けで2ランク落ちて14位になった。14位は約1年ぶり。
パシフィックネーションズカップ2024準決勝で13位のサモアに勝利し、2024年9月16日付けで1ランクアップし13位となったが、翌週の決勝戦でフィジーに敗れて9月23日付けで14位。13位サモアが秋遠征を行わずポイントが動かない中、日本はウルグアイに勝利し11月18日付けでサモアと入れ替わり13位に戻った。
2025年7月5日に12位ウェールズに勝利し、日本は12位に浮上。しかし翌週12日にホームでウェールズに敗れ、14位に転落した。

## 対戦相手別 テストマッチ勝敗表
1930年から現在までの全テストマッチ（国代表どうしの試合）を対戦相手ごとに集計した。
現在ではテストマッチ扱いにしない対戦相手（XV・Aなどの二軍チーム、学生・U23などの若年チームなどの限定チーム）について、1989年までは日本側だけがテストマッチ扱いにしていた ことに留意されたい。
1989年5月28日のスコットランド戦では、スコットランド代表メンバーのうち、中心選手9名はブリティッシュ・ライオンズのメンバーとしてニュージーランド遠征中で不在だったため、日本との対戦では、代表扱いではないチームとして「スコットランドXV（フィフティーン）」と名乗っていた。しかし日本側ではこれを「スコットランド代表」としてテストマッチ扱いとし、28-24で勝利した。試合後、宿澤広朗監督は胴上げをされ、スポーツ新聞ほかメディアはこれを「金星」として大々的に報道した。日本とスコットランドの双方がテストマッチとして対戦し、日本が勝利するのは、ワールドカップ2019でのことだった。
マオリ・オールブラックス戦は、2008年はパシフィックネーションズカップで行われ、テストマッチとして対戦した。2024年ではキャップ非対象となり、日本は「JAPAN XV」で対戦したのでこの表には含まれない。
黄色背景   は、「ティア1（tier 1）」 の国代表チーム。濃いグレー背景   は、国代表チームではないもの（現在ではほぼテストマッチ扱いにならないもの）。
2025年7月12日ウェールズ代表戦（来日 第2戦）までを反映。出典：
| テストマッチとして 対戦した相手                  | 試合数 | 勝 | 負 | 分 | 勝率  | 対戦 最終年 | 対戦年（太字は日本勝利） 【外部リンク先は 試合詳細】                                                                                               |
| ------------------------------------------------ | ------ | -- | -- | -- | ----- | ----------- | --- |
| アイルランド                                     | 12     | 1  | 11 | 0  | 8.3%  | 2021        | 1985, 85, 91, 95, 2000, 05, 05, 17, 17, 19, 21, 21                                                                                                 |
| アイルランド学生選抜                             | 1      | 0  | 1  | 0  | 0%    | 1987        | 1987 |
| アメリカ合衆国                                   | 25     | 11 | 13 | 1  | 44%   | 2024        | 1985, 86, 87, 90, 91, 91, 96, 96, 97, 97, 98, 98, 99, 2000, 03, 03, 08, 08, 11, 13, 14, 15, 15, 19, 24                                             |
| アラビアンガルフ                                 | 3      | 3  | 0  | 0  | 100%  | 2010        | 2006, 08, 10 |
| アラブ首長国連邦                                 | 3      | 3  | 0  | 0  | 100%  | 2013        | 2011, 12, 13 |
| アルゼンチン                                     | 7      | 1  | 6  | 0  | 14.3% | 2023        | 1993, 93, 98, 99, 2005, 16, 23 |
| イタリア                                         | 10     | 2  | 8  | 0  | 20%   | 2023        | 1976, 2004, 06, 07, 11, 14, 18, 18, 23, 24 |
| イングランド                                     | 6      | 0  | 6  | 0  | 0%    | 2024        | 1987, 2018, 22, 23, 24, 24 |
| イングランドXV                                   | 7      | 0  | 7  | 0  | 0%    | 2003        | 1971, 71, 79, 79, 86, 2003, 03 |
| イングランド学生選抜                             | 1      | 0  | 1  | 0  | 0%    | 1982        | 1982 |
| イングランドU23                                  | 2      | 0  | 2  | 0  | 0%    | 1976        | 1973, 76 |
| オックスフォード大学&ケンブリッジ大学            | 3      | 0  | 3  | 0  | 0%    | 1983        | 1959, 59, 83 |
| オックスフォード大学                             | 4      | 0  | 4  | 0  | 0%    | 1988        | 1952, 52, 77, 88 |
| ケンブリッジ大学                                 | 4      | 1  | 3  | 0  | 25%   | 1979        | 1953, 53, 75, 79 |
| ウェールズ                                       | 12     | 2  | 10 | 0  | 16.7% | 2025        | 1993, 95, 99, 2001, 01, 04, 07, 13, 13, 16, 25, 25                                                                                                 |
| ウェールズXV                                     | 4      | 0  | 4  | 0  | 0%    | 1983        | 1973, 75, 75, 83 |
| ウェールズクラブ連合                             | 1      | 0  | 1  | 0  | 0%    | 1976        | 1976 |
| ウルグアイ                                       | 6      | 5  | 1  | 0  | 83.3% | 2024        | 2005, 15, 15, 22, 22, 24 |
| オーストラリア                                   | 6      | 0  | 6  | 0  | 0%    | 2021        | 1975, 75, 87, 2007, 17, 21 |
| オーストラリアA                                  | 4      | 0  | 4  | 0  | 0%    | 2008        | 2003, 03, 07, 08 |
| オーストラリア学生選抜                           | 6      | 2  | 4  | 0  | 33.3% | 1981        | 1934, 34, 56, 56, 56, 81 |
| クイーンズランド州                               | 1      | 0  | 1  | 0  | 0%    | 1978        | 1978 |
| オーストラリア・コルツ(U23)                      | 2      | 1  | 0  | 1  | 50%   | 1972        | 1972, 72 |
| オランダ                                         | 1      | 0  | 1  | 0  | 0%    | 1980        | 1980 |
| カザフスタン                                     | 5      | 5  | 0  | 0  | 100%  | 2012        | 2008, 09, 10, 11, 12 |
| カナダ                                           | 26     | 16 | 8  | 2  | 61.5% | 2024        | 1932, 32, 82, 82, 86, 91, 96, 96, 97, 97, 98, 98, 99, 2000, 01, 04, 05, 07, 09, 09, 11, 13, 14, 15, 16, 24                                         |
| ブリティッシュコロンビア州（BC州）               | 6      | 2  | 2  | 2  | 33.3% | 1976        | 1930, 59, 59, 63, 70, 76 |
| 韓国                                             | 36     | 29 | 6  | 1  | 80.6% | 2017        | 1976, 78, 80, 82, 84, 86, 88, 90, 90, 94, 96, 98, 98, 2000, 01, 02, 02, 02, 03, 04, 05, 06, 06, 07, 08, 09, 10, 12, 13, 14, 15, 15, 16, 16, 17, 17 |
| サモア                                           | 19     | 7  | 12 | 0  | 36.8% | 2024        | 1990, 99, 99, 2000, 01, 06, 07, 08, 09, 10, 10, 11, 12, 14, 15, 19, 23, 23, 24                                                                     |
| ジョージア                                       | 7      | 5  | 2  | 0  | 71.4% | 2024        | 2006, 12, 14, 15, 16, 18, 24 |
| シンガポール                                     | 1      | 1  | 0  | 0  | 100%  | 2009        | 2009 |
| ジンバブエ                                       | 1      | 1  | 0  | 0  | 100%  | 1991        | 1991 |
| スコットランド                                   | 9      | 1  | 8  | 0  | 11.1% | 2021        | 1991, 2003, 04, 13, 15, 16, 16, 19, 21 |
| スコットランドXV                                 | 4      | 1  | 3  | 0  | 25%   | 1989        | 1976, 77, 86, 89 |
| スペイン                                         | 3      | 3  | 0  | 0  | 100%  | 2013        | 1999, 2005, 13 |
| スリランカ                                       | 3      | 3  | 0  | 0  | 100%  | 2014        | 1974, 2011, 14 |
| タイ                                             | 1      | 1  | 0  | 0  | 100%  | 1970        | 1970 |
| チャイニーズタイペイ                             | 4      | 4  | 0  | 0  | 100%  | 2002        | 1998, 2001, 02, 02 |
| チリ                                             | 1      | 1  | 0  | 0  | 100%  | 2023        | 2023 |
| トンガ                                           | 19     | 10 | 9  | 0  | 52.6% | 2023        | 1990, 95, 95, 99, 2000, 02, 06, 07, 08, 09, 10, 11, 11, 12, 13, 15, 17, 19, 23                                                                     |
| ニュージーランド                                 | 6      | 0  | 6  | 0  | 0%    | 2024        | 1995, 2011, 13, 18, 22, 24 |
| ニュージーランドXV                               | 2      | 0  | 2  | 0  | 0%    | 1987        | 1987, 87 |
| ジュニア・オールブラックス                       | 5      | 0  | 5  | 0  | 0%    | 2009        | 1968, 74, 2006, 07, 09 |
| マオリ・オールブラックス                         | 1      | 0  | 1  | 0  | 0%    | 2008        | 2008 |
| ニュージーランド大学選抜（NZU）                  | 15     | 2  | 11 | 2  | 13.3% | 1982        | 1936, 36, 67, 67, 68, 70, 70, 70, 74, 74, 76, 80, 82, 82, 82                                                                                       |
| ニュージーランド・コルツ（U23）                  | 5      | 1  | 4  | 0  | 20%   | 1972        | 1958, 58, 58, 72, 72 |
| フィジー                                         | 20     | 4  | 16 | 0  | 20%   | 2024        | 1990, 94, 94, 99, 2000, 03, 06, 07, 07, 08, 09, 10, 11, 12, 13, 15, 16, 19, 23, 24                                                                 |
| フィリピン                                       | 2      | 2  | 0  | 0  | 100%  | 2014        | 2013, 14 |
| フランス                                         | 7      | 0  | 6  | 1  | 0%    | 2024        | 2003, 11, 17, 22, 22, 22, 24 |
| フランスXV                                       | 7      | 0  | 7  | 0  | 0%    | 1985        | 1973, 78, 80, 84, 84, 85, 85 |
| ブリティッシュ・アンド・アイリッシュ・ライオンズ | 1      | 0  | 1  | 0  | 0%    | 2021        | 2021 |
| ポルトガル                                       | 1      | 1  | 0  | 0  | 100%  | 2021        | 2021 |
| 香港                                             | 29     | 24 | 4  | 1  | 82.8% | 2017        | 1969, 72, 82, 91, 92, 94, 96, 96, 97, 97, 98, 98, 98, 2005, 06, 07, 08, 09, 10, 11, 12, 13, 14, 15, 15, 16, 16, 17, 17                             |
| 南アフリカ共和国                                 | 3      | 1  | 2  | 0  | 33.3% | 2019        | 2015, 19, 19 |
| ルーマニア                                       | 6      | 5  | 1  | 0  | 83.3% | 2017        | 1995, 2004, 05, 12, 14, 17 |
| ロシア                                           | 7      | 6  | 1  | 0  | 85.7% | 2019        | 2002, 03, 04, 10, 13, 18, 19 |

## 大会成績（ワールドカップ、太平洋地区、アジア地区）

### ラグビーワールドカップ
| 回数（開催年）   | ラウンド  | 日付     | 開催地               | 対戦相手         | 勝敗 | スコア | 監督・ヘッドコーチ   | メンバー          |
| ---------------- | --------- | -------- | -------------------- | ---------------- | ---- | ------ | -------------------- | ----------------- |
| 第1回（1987年）  | 1次リーグ | 5月24日  | ブリスベン           | アメリカ合衆国   | ●    | 18-21  | 宮地克実             | 選手一覧 出場選手 |
| 第1回（1987年）  | 1次リーグ | 5月30日  | シドニー             | イングランド     | ●    | 7-60   | 宮地克実             | 選手一覧 出場選手 |
| 第1回（1987年）  | 1次リーグ | 6月3日   | シドニー             | オーストラリア   | ●    | 23-42  | 宮地克実             | 選手一覧 出場選手 |
| 第2回（1991年）  | 1次リーグ | 10月5日  | エディンバラ         | スコットランド   | ●    | 9-47   | 宿澤広朗             | 選手一覧 出場選手 |
| 第2回（1991年）  | 1次リーグ | 10月9日  | ダブリン             | アイルランド     | ●    | 16-32  | 宿澤広朗             | 選手一覧 出場選手 |
| 第2回（1991年）  | 1次リーグ | 10月14日 | ベルファスト         | ジンバブエ       | ○    | 52-8   | 宿澤広朗             | 選手一覧 出場選手 |
| 第3回（1995年）  | 1次リーグ | 5月27日  | ブルームフォンテーン | ウェールズ       | ●    | 10-57  | 小藪修               | 選手一覧 出場選手 |
| 第3回（1995年）  | 1次リーグ | 5月31日  | ブルームフォンテーン | アイルランド     | ●    | 28-50  | 小藪修               | 選手一覧 出場選手 |
| 第3回（1995年）  | 1次リーグ | 6月4日   | ブルームフォンテーン | ニュージーランド | ●    | 17-145 | 小藪修               | 選手一覧 出場選手 |
| 第4回（1999年）  | 1次リーグ | 10月3日  | レクサム             | サモア           | ●    | 9-43   | 平尾誠二             | 出場選手          |
| 第4回（1999年）  | 1次リーグ | 10月9日  | カーディフ           | ウェールズ       | ●    | 15-64  | 平尾誠二             | 出場選手          |
| 第4回（1999年）  | 1次リーグ | 10月16日 | カーディフ           | アルゼンチン     | ●    | 12-33  | 平尾誠二             | 出場選手          |
| 第5回（2003年）  | 1次リーグ | 10月12日 | タウンズビル         | スコットランド   | ●    | 11-32  | 向井昭吾             | 出場選手          |
| 第5回（2003年）  | 1次リーグ | 10月18日 | タウンズビル         | フランス         | ●    | 29-51  | 向井昭吾             | 出場選手          |
| 第5回（2003年）  | 1次リーグ | 10月23日 | タウンズビル         | フィジー         | ●    | 13-41  | 向井昭吾             | 出場選手          |
| 第5回（2003年）  | 1次リーグ | 10月27日 | ゴスフォード         | アメリカ合衆国   | ●    | 26-39  | 向井昭吾             | 出場選手          |
| 第6回（2007年）  | 1次リーグ | 9月8日   | リヨン               | オーストラリア   | ●    | 3-91   | ジョン・カーワン     | 選手一覧          |
| 第6回（2007年）  | 1次リーグ | 9月12日  | トゥールーズ         | フィジー         | ●    | 31-35  | ジョン・カーワン     | 選手一覧          |
| 第6回（2007年）  | 1次リーグ | 9月20日  | カーディフ           | ウェールズ       | ●    | 18-72  | ジョン・カーワン     | 選手一覧          |
| 第6回（2007年）  | 1次リーグ | 9月25日  | ボルドー             | カナダ           | △    | 12-12  | ジョン・カーワン     | 選手一覧          |
| 第7回（2011年）  | 1次リーグ | 9月10日  | オークランド         | フランス         | ●    | 21-47  | ジョン・カーワン     | 選手一覧          |
| 第7回（2011年）  | 1次リーグ | 9月16日  | ハミルトン           | ニュージーランド | ●    | 7-83   | ジョン・カーワン     | 選手一覧          |
| 第7回（2011年）  | 1次リーグ | 9月21日  | ファンガレイ         | トンガ           | ●    | 18-31  | ジョン・カーワン     | 選手一覧          |
| 第7回（2011年）  | 1次リーグ | 9月27日  | ネーピア             | カナダ           | △    | 23-23  | ジョン・カーワン     | 選手一覧          |
| 第8回（2015年）  | 1次リーグ | 9月19日  | ブライトン           | 南アフリカ共和国 | ○    | 34-32  | エディー・ジョーンズ | 選手一覧          |
| 第8回（2015年）  | 1次リーグ | 9月23日  | グロスター           | スコットランド   | ●    | 10-45  | エディー・ジョーンズ | 選手一覧          |
| 第8回（2015年）  | 1次リーグ | 10月3日  | ミルトン・キーンズ   | サモア           | ○    | 26-5   | エディー・ジョーンズ | 選手一覧          |
| 第8回（2015年）  | 1次リーグ | 10月11日 | グロスター           | アメリカ合衆国   | ○    | 28-18  | エディー・ジョーンズ | 選手一覧          |
| 第9回（2019年）  | 1次リーグ | 9月20日  | 東京都調布市         | ロシア           | ○    | 30-10  | ジェイミー・ジョセフ | 選手一覧          |
| 第9回（2019年）  | 1次リーグ | 9月28日  | 静岡県袋井市         | アイルランド     | ○    | 19-12  | ジェイミー・ジョセフ | 選手一覧          |
| 第9回（2019年）  | 1次リーグ | 10月5日  | 愛知県豊田市         | サモア           | ○    | 38-19  | ジェイミー・ジョセフ | 選手一覧          |
| 第9回（2019年）  | 1次リーグ | 10月13日 | 神奈川県横浜市       | スコットランド   | ○    | 28-21  | ジェイミー・ジョセフ | 選手一覧          |
| 第9回（2019年）  | 準々決勝  | 10月20日 | 東京都調布市         | 南アフリカ共和国 | ●    | 3-26   | ジェイミー・ジョセフ | 選手一覧          |
| 第10回（2023年） | 1次リーグ | 9月10日  | トゥールーズ         | チリ             | ○    | 42-12  | ジェイミー・ジョセフ | 選手一覧          |
| 第10回（2023年） | 1次リーグ | 9月17日  | ニース               | イングランド     | ●    | 12-34  | ジェイミー・ジョセフ | 選手一覧          |
| 第10回（2023年） | 1次リーグ | 9月28日  | トゥールーズ         | サモア           | ○    | 28-22  | ジェイミー・ジョセフ | 選手一覧          |
| 第10回（2023年） | 1次リーグ | 10月8日  | ナント               | アルゼンチン     | ●    | 27-39  | ジェイミー・ジョセフ | 選手一覧          |

### パシフィックネーションズカップ
環太平洋の国々が、強豪国との格差を縮める目的で設立された。
日本も、かつては適度な難度の国際大会として毎回参加していたが、2016年以降は不参加が多かった。2019年にはワールドカップ2019の前哨戦として参加した。2022年はフランスとのテストマッチ2連戦のため参加していない。
2023年7月～8月、パシフィックネーションズカップ2023は、日本はワールドカップ2023の前哨戦として参加し、フィジー、サモア、トンガとの4か国で開催された。日本代表は、出場する3試合すべてを日本国内（ホーム）で開催したが、2敗したため世界ランキングが10位から14位に大きく落ちた。
2024年から大会フォーマットが刷新され、日本、カナダ、アメリカ、フィジー、サモア、トンガの6か国によるプール戦と順位決定トーナメントを行う。
| 開催年 | 参加国数 | 日本の順位 |
| ------ | -------- | ---------- |
| 2006   | 5か国    | 5位        |
| 2007   | 6か国    | 6位        |
| 2008   | 6か国    | 5位        |
| 2009   | 5か国    | 4位        |
| 2010   | 4か国    | 3位        |
| 2011   | 4か国    | 1位        |

| 開催年 | 参加国数 | 日本の順位 |
| ------ | -------- | ---------- |
| 2012   | 4か国    | 4位        |
| 2013   | 5か国    | 4位        |
| 2014   | 3か国※   | 1位        |
| 2015   | 6か国    | 4位        |
| 2016   | 3か国    | 不参加     |
| 2017   | 3か国    | 不参加     |

| 開催年 | 参加国数 | 日本の順位 |
| ------ | -------- | ---------- |
| 2018   | 4か国    | 不参加     |
| 2019   | 6か国    | 1位        |
| 2020   | 開催せず | 開催せず   |
| 2021   | 開催せず | 開催せず   |
| 2022   | 4か国    | 不参加     |
| 2023   | 4か国    | 3位        |

| 開催年 | 参加国数 | 日本の順位 |
| ------ | -------- | ---------- |
| 2024   | 6か国    | 2位        |
| 2025   | 6か国    |            |

### アジアラグビーチャンピオンシップ
しばしばワールドカップのアジア地区出場権1枠を決める大会となる。そのため、2014年まで日本にとって重要な大会だった。現在の日本代表は、アジア相手で常勝し、ワールドカップでは次回出場権を得る結果を出しているため、2017年を最後に参加していない。

★は、日本が翌年のラグビーワールドカップへの出場権を得られたもの。第1回ワールドカップ1987は、日本を含む招待開催のため、アジア地区予選は行われなかった。
| 開催年  | 参加国数 | 日本の順位 | 試合数 | 勝 | 分 | 負 | 得点 | 失点 |
| ------- | -------- | ---------- | ------ | -- | -- | -- | ---- | ---- |
| 1969    | 5        | 優勝       | 4      | 4  | 0  | 0  | 191  | 35   |
| 1970    | 7        | 優勝       | 3      | 3  | 0  | 0  | 111  | 39   |
| 1972    | 7        | 優勝       | 4      | 4  | 0  | 0  | 167  | 4    |
| 1974    | 8        | 優勝       | 4      | 4  | 0  | 0  | 140  | 37   |
| 1976    | 5        | 優勝       | 4      | 4  | 0  | 0  | 194  | 21   |
| 1978    | 7        | 優勝       | 3      | 3  | 0  | 0  | 97   | 30   |
| 1980    | 8        | 優勝       | 4      | 4  | 0  | 0  | 265  | 21   |
| 1982    | 8        | 2位        | 4      | 3  | 0  | 1  | 112  | 30   |
| 1984    | 8        | 優勝       | 4      | 4  | 0  | 0  | 202  | 23   |
| 1986    | 8        | 2位        | 4      | 2  | 0  | 2  | 232  | 54   |
| 1988    | 8        | 2位        | 4      | 3  | 0  | 1  | 223  | 43   |
| 1990    | 8        | 2位        | 4      | 3  | 0  | 1  | 200  | 34   |
| 1992    | 8        | 優勝       | 3      | 3  | 0  | 0  | 225  | 12   |
| 1994    | 8        | 優勝★      | 3      | 3  | 0  | 0  | 226  | 17   |
| 1996    | 7        | 優勝       | 2      | 2  | 0  | 0  | 242  | 22   |
| 1998    | 4        | 優勝★      | 3      | 3  | 0  | 0  | 221  | 25   |
| 2000    | 4        | 優勝       | 3      | 3  | 0  | 0  | 164  | 41   |
| 2002    | 4        | 2位        | 3      | 2  | 0  | 1  | 93   | 54   |
| 2004    | 4        | 優勝       | 2      | 2  | 0  | 0  | 69   | 12   |
| 2006-07 | 3        | 優勝       | 2      | 2  | 0  | 0  | 106  | 3    |

| 開催年 | 参加国数 | 日本の順位 | 試合数 | 勝 | 分 | 負 | 得点 | 失点 |
| ------ | -------- | ---------- | ------ | -- | -- | -- | ---- | ---- |
| 2008   | 5        | 優勝       | 4      | 4  | 0  | 0  | 310  | 58   |
| 2009   | 5        | 優勝       | 4      | 4  | 0  | 0  | 271  | 40   |
| 2010   | 5        | 優勝★      | 4      | 4  | 0  | 0  | 326  | 30   |
| 2011   | 5        | 優勝       | 4      | 4  | 0  | 0  | 307  | 35   |
| 2012   | 5        | 優勝       | 4      | 4  | 0  | 0  | 312  | 11   |
| 2013   | 5        | 優勝       | 4      | 4  | 0  | 0  | 316  | 8    |
| 2014   | 5        | 優勝★      | 4      | 4  | 0  | 0  | 342  | 33   |

| 開催年                                           | 参加国数 | 日本の順位 | 試合数                                                                    | 勝                                                                        | 分                                                                        | 負                                                                        | 得点                                                                      | 失点                                                                      |
| ------------------------------------------------ | -------- | ---------- | ------------------------------------------------------------------------- | ------------------------------------------------------------------------- | ------------------------------------------------------------------------- | ------------------------------------------------------------------------- | ------------------------------------------------------------------------- | ------------------------------------------------------------------------- |
| 2015                                             | 3        | 優勝       | 4                                                                         | 3                                                                         | 1                                                                         | 0                                                                         | 163                                                                       | 40                                                                        |
| 2016                                             | 3        | 優勝       | 4                                                                         | 4                                                                         | 0                                                                         | 0                                                                         | 242                                                                       | 23                                                                        |
| 2017                                             | 3        | 優勝       | 4                                                                         | 4                                                                         | 0                                                                         | 0                                                                         | 172                                                                       | 56                                                                        |
| 2018                                             | 3        | 不参加     | ワールドカップ2019アジア地区予選の1つ                                     | ワールドカップ2019アジア地区予選の1つ                                     | ワールドカップ2019アジア地区予選の1つ                                     | ワールドカップ2019アジア地区予選の1つ                                     | ワールドカップ2019アジア地区予選の1つ                                     | ワールドカップ2019アジア地区予選の1つ                                     |
| 2019                                             | 3        | 不参加     | 日本はパシフィック・ネイションズカップに参加し優勝                        | 日本はパシフィック・ネイションズカップに参加し優勝                        | 日本はパシフィック・ネイションズカップに参加し優勝                        | 日本はパシフィック・ネイションズカップに参加し優勝                        | 日本はパシフィック・ネイションズカップに参加し優勝                        | 日本はパシフィック・ネイションズカップに参加し優勝                        |
| 2020                                             | -        | -          | 新型コロナウイルス感染症の世界的流行により開催なし                        | 新型コロナウイルス感染症の世界的流行により開催なし                        | 新型コロナウイルス感染症の世界的流行により開催なし                        | 新型コロナウイルス感染症の世界的流行により開催なし                        | 新型コロナウイルス感染症の世界的流行により開催なし                        | 新型コロナウイルス感染症の世界的流行により開催なし                        |
| 2021                                             | -        | -          | 新型コロナウイルス感染症の世界的流行により開催なし                        | 新型コロナウイルス感染症の世界的流行により開催なし                        | 新型コロナウイルス感染症の世界的流行により開催なし                        | 新型コロナウイルス感染症の世界的流行により開催なし                        | 新型コロナウイルス感染症の世界的流行により開催なし                        | 新型コロナウイルス感染症の世界的流行により開催なし                        |
| 2022                                             | 3        | 不参加     | ワールドカップ2023アジア地区予選の1つ 日本はフランスとのテストマッチ2連戦 | ワールドカップ2023アジア地区予選の1つ 日本はフランスとのテストマッチ2連戦 | ワールドカップ2023アジア地区予選の1つ 日本はフランスとのテストマッチ2連戦 | ワールドカップ2023アジア地区予選の1つ 日本はフランスとのテストマッチ2連戦 | ワールドカップ2023アジア地区予選の1つ 日本はフランスとのテストマッチ2連戦 | ワールドカップ2023アジア地区予選の1つ 日本はフランスとのテストマッチ2連戦 |
| 2017年を最後に、日本はこの大会に参加していない。 |          |            |                                                                           |                                                                           |                                                                           |                                                                           |                                                                           |                                                                           |

## ジャージの変遷

### 桜のエンブレムと赤白ストライプ
Wikipedia上の図では省略されているが、いずれも、左胸部分に桜のエンブレムが入っている。ファーストジャージの赤白ストライプは伝統的な柄であり、途中2003年から2014年までの大きなデザイン変更期でも、一部に赤白ストライプが使われている。2003年版から、左袖に日の丸（日本国旗）が入る。2015年版から、ショーツの右もも正面にも桜のエンブレムが入る。
1930年にカナダへ初の海外遠征が行われ、日本代表ジャージが作られた。その初戦は9月1日、スタンレー・パーク競技場での全バンクーバー戦で、赤白ストライプの長袖ジャージの左胸には「つぼみ、半開き、全開」の3弁の桜がデザインされていた。ショーツ、ソックスは白だった。現在のような3弁とも全開したデザインは、1952年10月1日花園ラグビー場で行われたオックスフォード大学戦 からである。

### カンタベリーが提供
1982年のジャージは、スズキスポーツ製であることが分かっている。
1987年のワールドカップ第1回から第3回（1995年）までは、セプター製だった。
1997年からはカンタベリーが提供。1999年から2023年まで、ワールドカップ開催年の春から夏にかけてリニューアルされた。日本ラグビーフットボール協会では「ファーストジャージ/セカンドジャージ」と呼ぶ が、そのレプリカジャージを一般販売するカンタベリーでは「ホームジャージ/オルタネイトジャージ」という商品名にしている。
1999年版は綿55％、ポリエステル45％と重かったが、2003年版からはポリエステル100％となった。襟(えり)が、2007年版から折り返せないほど小さくなっていき、2015年版から完全に無くなった。
2003年版からの11年間は「赤と黒」が基調となり、上体部分をえんじ色に近い赤で埋め、ストライプは腹または胸に白2本のみの配置で、ショーツとソックスは黒になった。軽量化が進んだが、かなりルーズフィットなデザインだった。2007年版からは上体をぴっちり包むコンプレッション機能が加わり、現在まで継承されている。
2015年版は、ワールドカップ2015開幕68日前の7月12日に発表された。2002年までのストライプ主体の原点回帰になり、ショーツとソックスも白に戻った。ストライプに幅の変化やカーブをつけ、スピード感など錯視効果を持たせている。肩部分に赤を広く配置。ショーツとソックスの背面から側面にかけては、ファーストジャージでは赤い曲線、セカンドジャージでは青い曲線を配置。選手の体型の3Dデータをとり、選手用はFW1列目とそれ以外とで型紙が異なる。4種類の素材を部位ごとに使い分け、耐久性・軽量性・着用感・運動追随性の向上を図った。
2015年版デザインのジャージは、2023年3月の高校日本代表の試合、同8月のU17日本代表の試合 でも使われた
2019年版は、ワールドカップ2019開幕78日前の7月4日に発表された。「兜」をコンセプトに、縁起の良さを表す吉祥文様が全体を覆っている。赤白ストライプ（セカンドジャージは紺と青のストライプ）の間にゴールドを配色した。正面は谷型ストライプで上体を大きく見せ、背面は山型ストライプで背後から追う敵に遠く見せる効果を持たせている。ショーツの背面に赤い直線（セカンドジャージは青い直線）を配置し、2015年版にあったソックスの赤いラインは無くなった。選手用ジャージは、布の強度の違いなどで、FW1列目用、FW2～3列目用、BK用の3種類がある。
2019年版デザインのジャージは、2023年秋も女子日本代表が引き続き使用している。
2023年版は、ワールドカップ2023開幕77日前の6月23日に発表された。柄は、2019年版の兜のコンセプトや吉祥文様などをほぼ継承したが、胴体部分の赤いストライプが細くなり1本増え、2015年版のように水平線の印象を強めた。大きな特徴として、襟なし丸首となり、首周りに沿って赤い線が一本通り丸首を強調、みぞおち部分に「ドラえもんの鈴」のような赤いアクセントがあり胸の赤いストライプとつながっている。また、胸に大きな白いスペースをとって上体の厚みを強調した。肩部分にも白を広く配置し、全体でも白が目立つ配色になった。ワールドカップ2023着用バージョンでは、開催国フランスの伝統的なアヤメの紋章「フルール・ド・リス」が胸の中央に入り、右胸に大会マーク、左胸に桜、首下にカンタベリーのロゴを配置。ワールドカップ以外の試合では、胸の下の赤いライン上に「リポビタンD」、左胸に桜、右胸にカンタベリーのロゴ、背中の白い部分に「TOSHIBA」のロゴが入る。2022年7月にカンタベリーの店頭や試合会場などでファンからポリエステル100％の衣類を1,266枚回収し、選手用にはそのケミカル素材をリサイクル使用した。また、リーグワン選手84人の体型を3Dデジタルデータ化して開発に役立てた。2024年3 月使用の高校日本代表ジャージでもこのデザインが使われたが、「ドラえもんの鈴」のような首のアクセントは無くなった。
2025年版は、1999年以降の男子ワールドカップ開催年以外での、初めての変更となった（女子ワールドカップ開催年でのジャージ変更は初めて）。デザインテーマを「歌舞伎」として、歌舞伎の隈取をモチーフに、力強さと躍動感を表現し、日本のラグビーが末永く日本の文化として栄えていく願いを込めた。ファーストジャージでは、赤と白以外の色は使っていない。胸に白いハート型の面積を大きくとり、肩部分では赤の面積を増やした。背中は、スポンサー名（TOSHIBA）と背番号が入る部分が、白く大きく空けられた。

### セカンドジャージの着用機会
ラグビーでは、原則としてホームやアウェイに関係なく、両チームとも第一候補であるファーストジャージを着用する が、相手チームとまぎらわしい場合、話し合いで片方あるいは両方のチームが、第二候補としてのセカンドジャージを着用する。
日本代表の試合では、相手ジャージが赤または白が主体の場合に、セカンドジャージが選択されることが多い。逆に、自国を訪問してくれた相手チームの負担軽減や敬意を表す意味で、ホームチームがセカンドジャージを着るという判断もある。
ワールドカップ2023では、日本代表はプール戦4試合ともファーストジャージで戦うことを大会開幕直前に発表した。

### ファーストジャージ
|               |
| 1960年代–2002 |

|           |
| 2003–2006 |

|           |
| 2007–2009 |

|           |
| 2011–2014 |

|           |
| 2015–2018 |

|           |
| 2019–2022 |

|           |
| 2023–2024 |

|       |
| 2025– |

### セカンドジャージ
|               |
| 1960年代–2002 |

|           |
| 2003–2006 |

|           |
| 2007–2009 |

|           |
| 2011–2014 |

|           |
| 2015–2018 |

|           |
| 2019–2022 |

|           |
| 2023–2024 |

|       |
| 2025– |

## 歴史

### 黎明期
1899年（明治32年）、慶應義塾大学にラグビーが伝えられて 以来、各大学を中心に競技が広まった。その大学OBの活動を元に、1924年（大正13年）に関東ラグビー蹴球協会、1925年（大正14年）に西部ラグビー蹴球協会ができ、1926年（大正15年）11月30日に日本ラグビー蹴球協会（現在の日本ラグビーフットボール協会）が発足した。

#### 1930年 日本代表誕生、初の海外遠征へ

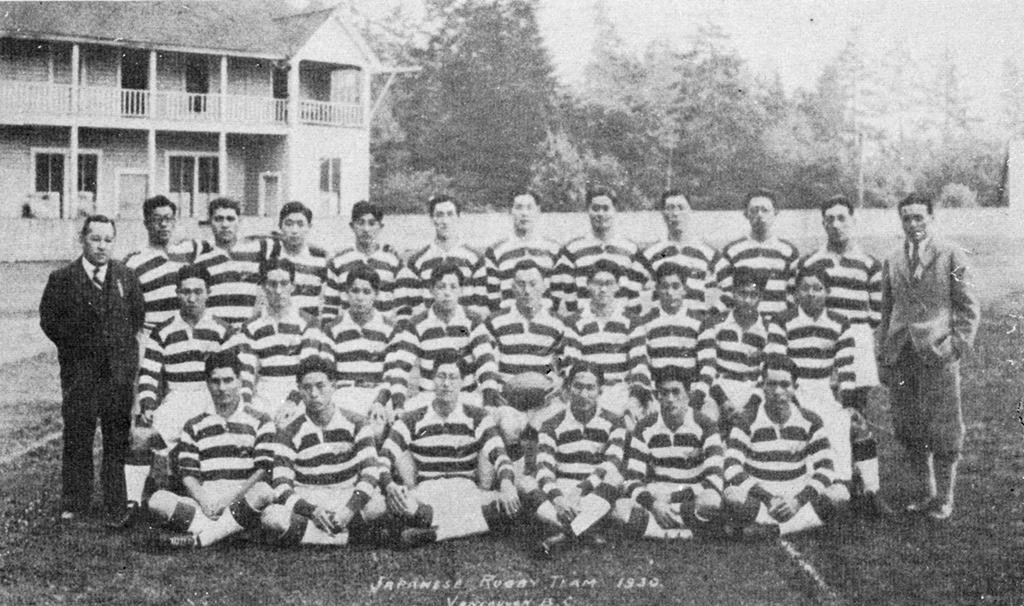
初の海外遠征を行った日本代表。右端のニッカーボッカーズ姿は、監督の香山蕃（1930年）

初めて日本代表が編成されたのは1930年（昭和5年）8月～10月のカナダ遠征である。香山蕃が初代監督に就任し、全7戦のうち6戦目、9月24日に行われたブリティッシュコロンビア州代表戦 （カナダBC戦）が初のテストマッチ認定試合となり、双方1トライずつで3-3の引き分け（当時のトライは3点）となった。この試合には、後に映画俳優となる藤井貢も出場した。日本代表は、この海外遠征で6勝1分の成績を残した。
国内での初テストマッチは、1932年（昭和7年）1月31日のカナダ代表戦。戦績は日本の2戦2勝だった。この試合から、後に日本代表の国際試合における最多得点記録（33点）を1970年代まで持ち続けた笠原恒彦が加わった。
その後、海外遠征はなく、国内開催になった。1934年（昭和9年）2月にオーストラリア学生代表戦、1936年（昭和11年）2月には北島忠治が監督となりニュージーランド学生代表（NZU）戦 を行い、これが戦前最後のテストマッチとなった。

#### 1952年、テストマッチ再開
1952年（昭和27年）10月、来日したオックスフォード大学と対戦、これが戦後初、16年8か月ぶりのテストマッチとなる。2戦とも得点できず、完敗した。1953年（昭和28年）のケンブリッジ大学戦との2戦でも敗れた。
1956年から1959年までにも、来日チームとのテストマッチを計10回行ない、1分け9敗だった。そして、1960年から1962年まではテストマッチが行われていない。
当時は、年によって日本代表の体制がまちまちだった。1958年に来日したニュージーランドU23代表（コルツ）に対しては、監督のほかにコーチ3人と選手29人のスコッドを構成して準備万端だったが、1959年のオックスフォード・ケンブリッジ大学連合との試合では、日本代表側はその時だけ招集した臨時チームになっていたという。
1962年（昭和37年）に来日したフランス学生選抜と、テストマッチ不認定ながら日本代表チームとして戦ったが、2敗した。

#### 1963年、戦後初の海外遠征
1963年、葛西泰二郎が監督に就任し、戦後初の海外遠征として33年ぶりにカナダ遠征を行った。4月13日にブリティッシュコロンビア州代表戦（カナダBC戦）を33-6で制し、海外遠征テストマッチ初勝利を挙げたほか、通算成績4勝1敗の成績を残した。遠征メンバーの中に、後にプロレスラー グレート草津となる草津正武もいた。

### 1966年～ 大西ジャパン
1966年に早稲田大の監督を務めていた大西鐡之祐が監督就任。
それまではラグビーでも「全日本」という言い方をしていたが、それではただの寄せ集めチームの名前に過ぎないとして、1966年、代表選手を集めたミーティングで、「いいか、君らは日本を代表して戦うんだ！これから『ジャパン』ということにする。」と説いた。当時は「ジャパン」だけで、ラグビー日本代表を意味していた。大学ラグビーで「大西早稲田」「北島明治」など監督名を冠する呼称が一般的だったので、日本代表は「大西ジャパン」と呼ばれた。  現在もヘッドコーチの名前をつけて「〇〇ジャパン」と呼ぶ、そのルーツとなった。
大西は、スター選手の寄せ集め的な日本代表チームの編成に異議を唱え、大胆な選手起用を行った。パスにかかる時間などを計測、客観的な数値を選手に示し、作戦を練った。戦法を統一し、日本人の俊敏さを生かす戦術として「展開・接近・連続」を掲げた。

#### １か月のニュージーランド遠征
1968年にニュージーランドとオーストラリアへ遠征し、1か月間で11試合を行った。6月3日のオールブラックスジュニア戦 と6月8日のNZU（ニュージーランド学生代表）戦 がテストマッチ対象試合となった。23歳以下で構成するオールブラックスジュニアとの試合では、坂田好弘が4トライを挙げるなどの活躍を見せて23-19で撃破する大金星を挙げた。地元新聞では「NZラグビー暗黒の日」と報道された。この長期遠征は5勝6敗だった。

#### 日本選手権出場辞退事件
1969年3月に開催された第1回のアジアラグビーフットボール大会（アジア選手権ともいう）で優勝。
1970年、タイ・バンコクで開催の第2回アジア選手権は1月10日から18日までの開催で、1月15日の第7回日本ラグビーフットボール選手権大会（日本選手権）と日程が重なった。このため、アジア選手権の開幕直前に、前年優勝の近鉄、準優勝のトヨタ自工、同3位の三菱自工京都の3チームは、アジア選手権に主力選手を投入するため、日本選手権出場を辞退する騒動が起きた（詳しくは、日本ラグビーフットボール選手権大会#日本選手権の辞退を参照）。結果、第2回アジア選手権で日本代表は連覇を果たした が、第7回日本選手権では社会人チームが勝利できなかった。
1970年3月にNZU（ニュージーランド学生代表）とカナダBC代表（ブリティッシュコロンビア州代表）を日本に招いたが、エース坂田好弘は当時ニュージーランド留学中のため、NZUのメンバーとして出場した。結果、BC代表には32-3で快勝したが、NZUには3戦全敗。大西ジャパン時代は、NZUに勝つことができなかった。

#### イングランド相手に大健闘
1971年9月、イングランド代表が来日。アジア大会以外で、ナショナルチームとの対戦が初めて実現した。24日の花園での試合では、5度にわたる逆転劇の末、 19-27で敗れた。
28日の秩父宮では、双方ノートライで、日本の得点は山口良治が挙げた1ペナルティゴールのみだったが、後半32分頃にあと2センチあればトライを取れていたプレイがあるなど、イングランドと互角に渡り合い、3-6で惜敗した 。これは日本代表試合史に残るベストゲームとして語り継がれている。この後、大西は監督を辞任した。

### 1972年～ 相次ぐ海外遠征

#### 海外遠征の増加
1972年に同志社大学の指揮を執る岡仁詩が後継監督となった。23歳未満で構成のオーストラリア代表コルツが来日し1勝1分を記録する など、国内強化試合を含めて無敗を記録した。8月、岡が指導する同志社大で練習中に部員が死亡する事故が起き、岡は監督を辞任した。
1973年イギリス・フランス遠征の監督には急遽横井久が就任、当時主将は実弟の横井章が務めており、「横井兄弟体制」となった。10月6日に当時世界一の評価を得ていたウェールズと、10月28日にフランスと、それぞれ初のテストマッチを行なった。ウェールズには14-62で敗れたが、フランス戦では18-30と健闘した。
1974年、明治大学OBの斎藤寮が監督に就任し、4月下旬から1か月にわたり、6年ぶりにニュージーランド遠征を実施。遠征最終戦で、「大西ジャパン」時代でも勝利できなかったNZU（ニュージーランド大学選抜）に対し、「アニマル」こと藤原優の逆転トライが利いて24-21で初勝利を挙げた。
1975年、岡仁詩が監督に復帰し、7月中旬から約1か月間、オーストラリア遠征を実施した。オーストラリア代表とテストマッチを2試合行い、第2試合では25-30と健闘した。この頃までは、IRFB正加盟国8カ国 の代表に対し、勝てないまでも、健闘する試合が少なくなかった。
1975年9月24日、来日したウェールズとの第2試合もノートライで6-82の大敗だったが、「Red Devil（赤い悪魔）」と呼ばれた長身のウィング、J・Jウィリアムズを小柄な石塚武生がタックルで止めたプレーは高く評価され、石塚は試合後に胴上げされた。

#### ラグビーブームとは裏腹の日々
1970年代後半から80年代前半まで、大学チームを中心に国内ラグビーが空前のブームとなった。早明戦や早慶戦、全国大学ラグビーフットボール選手権大会、日本ラグビーフットボール選手権大会では、スタンドがほぼ満席になった。しかし日本代表は、アジア諸国相手にしか勝てないという戦績だった。1975年のオーストラリア遠征から1980年までのうち、キャップ対象試合で日本代表が勝利したのは、アジア選手権において3回韓国を破ったのみ。それ以外では、1979年5月にイングランド戦の惜敗（19-21） があったものの、1引き分けを挟んで19連敗を喫した。
1981年3月にオーストラリア学生選抜戦でようやくアジア勢以外から勝利 すると、1982年1月香港戦 と4月カナダ戦に勝利しテストマッチ5連勝を記録した。1982年9月26日にはNZUから国内初勝利を挙げた 。

#### 1983年ウェールズ遠征の成功
1983年10月の遠征でウェールズ代表に24-29と惜敗した試合は、イギリスのメディアでも高く評価された。一方では韓国に敗れて アジア王者から陥落した第8回アジア選手権 などがあり、安定しなかった。
この間の代表監督は、就任期間が短期間であることが少なくなかったばかりか、新任監督が誕生せず、過去の経験者が二度目、三度目の就任をするなどしていた。当時、国内の爆発的なラグビー人気があり、かつ松尾雄治などのタレントを擁しながらも、国外チームと戦う日本代表は成績が振るわなかった。

#### キャップ制度の導入
1982年12月17日、日本ラグビー協会はテストマッチ出場選手にキャップを授与し表彰する制度の導入を決定した。1930年9月24日の初めてのテストマッチまでさかのぼって77試合254人の出場選手に対し、1983年1月16日にキャップ授与を行った。

### 1987年～ 第1回ワールドカップ

#### 初のワールドカップ
長年ラグビーには世界一を決める大会がなく、日本は海外遠征やラグビー強豪国（IRFB正加盟国8か国） を招いて勝利することが悲願であったが、実力が及ばず、試合機会も少なかった。そんな中、1987年にラグビーワールドカップが創設され、第1回大会に日本を含む16チームが招待された。
しかし、第1回ワールドカップの招待を受けたにもかかわらず、岡仁詩監督が大会直前になってニュージーランドへの研修留学という名目で辞任。急遽宮地克実が監督に就任した。後年、宮地は「どたばたしてしまったね。大会直前に岡さんが監督を辞めて、FWコーチだった自分に回ってきた。本当に急だった」と振り返っている。初戦のアメリカ戦ではペナルティキックを5回も外し、勝てる期待の高かった試合を18-21で落とした。続くイングランド戦で7-60、オーストラリア戦で23-42と、3戦全敗で予選敗退となった。
1986年9月のスコットランド戦 から連敗が止まらなかった。その間、日比野弘が1987年10月に監督に再任された が、1988年11月の韓国戦までで11連敗となり、辞任した。

### 1989年～ 宿澤ジャパン

#### 銀行員から監督に
1989年1月、宿澤広朗が監督就任。宿澤は早大時代にラグビー日本選手権2連覇達成の立役者の一人で、「伝説のスクラム・ハーフ」と言われていたが、当時は住友銀行の英国支店に勤務しており、ラグビー界から遠ざかっていた。日本代表の新任監督は、1980年の山本巌以来、9年ぶり。

#### スコットランド相手に「金星」
1989年5月28日秩父宮ラグビー場で、宿澤ジャパンとして初めての国際試合が、これまで3戦全敗のスコットランドと行われた。スコットランド代表メンバーのうち、中心選手9名はブリティッシュ・ライオンズのメンバーとしてNZに遠征中だったため、ベストの布陣とは言えず代表扱いではないチームとして「スコットランドXV（フィフティーン）」と名乗っていた。
当日は晴天、最高気温25℃の夏日 で午後2時開始のため、その気温はスコットランドに不利であり、PGを7本も外すというスコットランドの不調があった とはいえ、日本の5トライに対してスコットランドを1トライに抑え、28-24のスコアで勝利。旧IRBファウンデーション8か国 の1つを破る金星となった。試合後「宿澤コール」が会場に鳴り響き、宿澤監督は胴上げをされた。
スポーツ新聞各紙はこの金星を一面で大々的に報道したほか、雑誌Sports Graphic Number「第8回Number MVP賞」を日本代表チームが受賞した。
この試合の主将に、神戸製鋼の主将でもあった平尾誠二が就き、シナリ・ラトゥ、吉田義人、堀越正巳、青木忍といった現役大学生をレギュラーに抜擢した。そのため、たった1戦の指揮しか行なっていないにもかかわらず、「宿澤は日本のラグビーを変えた」とまで言われるようになった。
この試合は、日本側ではキャップ授与対象のテストマッチ扱いだが、スコットランド側は上記のように自国では代表チームではないとしてテストマッチとは認めておらず、スコットランドの選手にキャップは授与されていない。

#### テストマッチの基準を変更
その後は、日本側のみがテストマッチとする対戦のあり方を、宿澤は抜本的に見直した。
各国代表チーム以外のチームとの対戦（二軍に相当するXVチームやA代表チーム、大学生チーム、州代表などとの試合）については、テストマッチとはみなさないことにした。この基準は現在も「ワールドラグビーが認めた国際試合」として踏襲されている。ただし、過去に日本協会がテストマッチ認定した試合については、現在の基準を満たしていなくても、取り消しは行わない。
1989年9月のカナダ遠征では、カナダBC（ブリティッシュコロンビア州）XV（二軍）戦とカナダBC代表戦の2試合が行われた。カナダBC代表戦は、過去の基準ではテストマッチとしていたが、この試合からは「強化試合」扱いとなった。日本ラグビーフットボール協会公式サイト 「日本協会主催試合・国際試合一覧」 で、1990年の前後でテストマッチとなるチームが大きく変わったことが確認できる。

#### 強豪国との対戦無し
1989年カナダ遠征での強化試合で2敗、翌1990年3月のフィジー戦でも完敗した。ワールドカップ1991のアジア太平洋地区予選は1990年4月に行われ、トンガ、韓国を破って2大会連続でワールドカップ出場を決めた。しかし、1990年4月から1991年5月までテストマッチ6連敗となった。
1989年スコットランド戦の金星があったとはいえ、その後は強豪国相手ではなく、日本代表とレベルの近いチームとの対戦を宿澤は志向したため、強豪IRB8か国 との対戦は、ラグビーワールドカップ1991までの2年間は行われなかった。しかしワールドカップを迎えるにあたって、宿澤の情報収集力や明快な選手起用方針などから、宿澤ジャパンに対する評価は、不安よりも期待感のほうが高まっていた。

#### ワールドカップ1991で初勝利
ワールドカップ1991でプールBに入った日本は、優勝候補の一角スコットランドと初戦を迎えた。2年前のような勝利を期待していた日本のラグビーファンも多かったが、前半は9-17で折り返したものの、後半はスコットランドの一方的展開となり9-47で完敗した。
続くアイルランド戦は、初戦から中3日で行われた。吉田義人の70m独走トライなどが見られ拮抗した内容になったものの、16-32で敗北。この時点で予選敗退が決まった。
1991年10月14日、最終戦のジンバブエ戦では、日本は本大会最多の9トライを奪う猛攻を見せて、52-8でワールドカップ初勝利を収めた。
結局、1勝2敗でプールステージ敗退となった。

### 1993年～ 歴史的大敗の時代

#### ワールドカップ1995に向けた準備
ワールドカップ終了後、宿澤が退任し、新日鐵釜石時代に監督として日本選手権で3度の優勝に導いた小藪修が就任した。
小藪はチームコンセプトとして、大会直前にルーマニアに快勝した戦略「タテ・タテ・ヨコ」（ボールが出てから、フォワードが前への突進を連続して行い距離をかせいだ後、バックスへ展開しトライのチャンスを得る）というパワーラグビーを志向した。しかし、アジア諸国相手には勝てるものの、強豪国相手には通用しなかった。

#### 10年ぶりウェールズ戦の失敗
1993年10月のウェールズ遠征では、10年前に高い評価を受けたため、期待が大きかった。しかしウェールズ代表に5-55で大敗、二軍のAチームにも惨敗を喫した。この結果は「失われた10年」と批判され、小藪解任論が噴出した。
1994年5月、フィジーとのテストマッチで連勝。1994年の第14回アジア選手権決勝で韓国を破り、3大会連続のワールドカップ出場権を得た。

#### 145失点「ブルームフォンテーンの悪夢」
1995年、南アフリカで開催の第3回ワールドカップでは全く歯が立たなかった。1戦目5月27日のウェールズ戦で10-57、2戦目5月31日のアイルランド戦で28-50 と完敗。この時点で3大会連続となる予選プール敗退が決定した。
一部の主力選手たちは、ワールドカップ期間中にゴルフに興じたり、明け方までカジノで遊んだり、二日酔いで練習中に嘔吐する者もいた。
当時27歳で初参加の今泉清は、スタッフが日本からゴルフ道具を持ってきていたと証言しており、南アフリカの警備担当の警察官から「お前たちはワールドカップに何をしに来たんだ？ ゴルフとカジノに来たのか？」と問われ、日本代表の意識の低さを悲しんだ。当時26歳でW杯出場2回目の吉田義人は、「国を代表して戦いに来ているのに、信じられなかった。日本代表として一つになれなかったことが一番悔しかった」と振り返っている。W杯第2回から第4回までの3大会連続で参加した村田亙は、第3回の日本代表について「W杯に臨むという体制も気構えもできていなかった。それが第2回大会の宿澤ジャパンとの大きな違いだ」と語る。チーム内の摩擦を避けるため、カジノやゴルフで遊ぶ者に対して、目をつぶる者もいたという。
6月4日、2戦目までと同じくブルームフォンテーンのフリーステイト・スタジアムで行われた3戦目では、決勝トーナメント進出を決めていたニュージーランドは、控え選手主体のメンバーだった。日本代表も一部の主力選手（平尾誠二など）が出場しなかった。
主将を務めた薫田真広（当時28歳）は、「ニュージーランド戦の直前まで出場メンバーが決まらないなど、スタッフも選手も準備ができていなかった」と明かしている。
ニュージーランドには前半だけで12トライ、後半に9トライを取られるなど、17-145と歴史的大敗をした。ニュージーランド戦では過去に100失点以上を経験していたため、戦う前から日本代表の大敗は予想されていたとはいえ、「ブルームフォンテーンの悪夢（悲劇・惨劇・国辱とも）」と呼ばれる歴史的な大敗を喫した。
この試合によりニュージーランドはプール戦において225得点、日本は252失点。ラグビーワールドカップ史上、プール戦最大得点、プール戦最大失点はいまだ破られていない記録である。1試合での得点差（128点）も、当時はワースト記録だった（第5回ワールドカップ2003でオーストラリア対ナミビアで142-0になり、得点差のワースト記録が更新された）。
ワールドカップ1995を開催した頃の南アフリカを舞台とする映画「インビクタス/負けざる者たち」（2009年公開）で、南アフリカ大統領ネルソン・マンデラが、ニュージーランドが日本から145得点した情報に驚くシーンがある。
また、この試合には、後に日本代表ヘッドコーチになるジェイミー・ジョセフが、後半からニュージーランド側のフランカーで出場している。
この南アフリカ大会から、ラインアウト時にボールキャッチする選手をリフトアップするサポート行為が正式に認められていた。しかし日本代表チームはその準備をしておらず、試合で相手チームがリフトアップサポートを行っても、日本は行わなかった。それも大きな不利となった。
大会後、小藪は監督を退任した。この惨敗は、その2年前に発足したサッカーJリーグ人気の日本で、ラグビーの人気が低迷する一因となったという指摘がある。

### ラグビーユニオンがプロ化
1995年8月26日、IRFB（国際ラグビーフットボール評議会）がラグビーユニオンのオープン化（プロ化）を宣言した。選手の報酬制限やメディア活動制限など、それまでのアマチュアリズムが全て撤廃されることになった。日本ラグビーフットボール協会は選手のプロ化についての検討・対策を始めたが、日本協会がプロ化宣言したのは5年以上たった2001年1月のことだった。

#### 1996年
後任の監督には、サントリーの部長だった山本巌が3度目の就任となった。1996年から毎年開催することになった太平洋上と沿岸の国々によるパシフィック・リム選手権では、第1回大会で2勝4敗の最下位に終わり、山本は同年限りで退任した。

#### 1997年 平尾ジャパン
1997年、平尾誠二が監督に就任。平尾は、競技人口の減少を背景に「平尾プロジェクト」を立ち上げ、これは、埋もれた逸材や、他のスポーツの優秀な選手を取り込み育成し、日本代表選手を発掘するコンセプトだったが、成果は挙げられなかった。1997年パシフィック・リム選手権でカナダに32-31に逆転勝利した以外は全敗し、1勝5敗の最下位に終わった。
1998年、日本代表として初めて外国籍選手のアンドリュー・マコーミックが主将となった。第4回ワールドカップのアジア予選の壮行試合となったアルゼンチン戦に44-29で勝利。ワールドカップ1999アジア予選でも優勝し、4大会連続のW杯出場を決めた。
1999年5月～7月の第4回パシフィック・リム選手権で初優勝を果たした。
ワールドカップ1999当時の日本代表には、元オールブラックスのジェイミー・ジョセフ（17年後に日本代表ヘッドコーチに就任）など、ニュージーランド出身の選手が5名登録され、その人数の多さから、イギリスBBCなど海外メディアから「Cherry Blacks（チェリー・ブラックス）」と報じられた。これに対し平尾監督は「人種や国籍ではなく、共通の目的とビジョンで団結している」とイギリスのガーディアン紙に反論している。
ワールドカップ1999は3戦全敗に終わり、プール敗退となったが、パシフィック・リム選手権優勝が評価され、平尾体制を継続していくことを決めた。
2000年、第5回パシフィック・リム選手権では5戦全敗となり最下位。11月のフランス・アイルランド遠征では、アイルランドU25代表に13−83、アイルランド代表に9-78の大敗を喫した。11月25日、日本協会は平尾の監督辞任を了承した。

### 2001年～ 再建への試行錯誤

#### 日本代表選手のプロ化容認
2001年1月、日本ラグビーフットボール協会が「アマ・プロのオープン化」を宣言（プロ化容認）した。協会は日本代表選手についてオープン化を実施。5月〜6月に、計8名の日本代表選手が日本ラグビーフットボール協会と専従契約を結んだほか、活躍に応じた報酬規定などが定められた。

#### 大正製薬がスポンサーに
平尾の辞任を受け、宿澤広朗が強化委員長に就任。宿澤からのオファーにより、2001年から大正製薬が日本代表のスポンサーになった。以後、日本代表戦は国内開催で「リポビタンDチャレンジカップ」、海外遠征で「リポビタンDツアー」の冠名がつく。

#### 学閥排除でも不調
宿澤は、自身の出身校である早稲田大学を含めた、日本ラグビー界にはびこる「学閥」 の排除の意味も込めて、監督時代に東芝府中の黄金時代を築いた、東海大学出身の向井昭吾を監督に招へいした。
向井は、東芝府中監督時代に「PからGO」のキャッチフレーズを掲げ、相手がペナルティを与えられたらペナルティキックやラインアウトへのキックを狙わずに間髪入れず素早い攻撃を仕掛けるという戦法を駆使し、日本選手権3連覇などの実績を挙げていた。
この戦術に対し、他国チームは逆にセットプレーが日本の弱点だと考え、そこを突いてきた。日本はフィジカル不足などのためほとんど対応できなかった。
結局、向井時代にアジア諸国以外のテストマッチで勝利したのは、2001年カナダ戦 と、2002年ロシア戦 のみだった。
ワールドカップ地区予選となる2002年アジア3国対抗では、2002年7月6日に国立競技場で行われたチャイニーズタイペイ戦で155-3で勝利し、日本代表として最多得点試合となった。さらに韓国にも勝利し、W杯出場権を得た。しかし、秋からのアジアラグビーフットボール大会では格下の韓国に敗北を喫し、優勝を逃した。
2003年10月、ワールドカップ2003に向けた壮行会でジャパンラグビー応援ソングとして、ゆず『威風堂々』が発表される。

#### Brave Blossoms誕生
ワールドカップ2003は4戦全敗 (3大会連続の全敗) でプール敗退となったが、初戦2003年10月12日のスコットランド戦で11−32 と健闘したことから、地元オーストラリアの新聞コラムで記者のRich Freemanが「Brave Blossoms」（勇敢な桜たち）というニックネームをつけた。これがラグビー日本代表の愛称となる。
向井監督は「世界の背中が見えた」とコメントした が、大会終了後に解任された。
2003年9月13日に社会人のトップリーグ初年度が開幕した。その第2節は9月21日まで、第3節は11月8日からと、ワールドカップ2003での日本代表プール戦の期間（10月12日から10月27日まで）は休止した。

#### 迷走時代突入
2004年3月、神戸製鋼コベルコスティーラーズのヘッドコーチだった萩本光威が監督に就任。当初、同年のスーパーパワーズカップでロシアとカナダを破って優勝、世界ランキングが過去最高の18位まで躍進した。しかし続くイタリアには敗戦し、11月欧州遠征において、スコットランドに8-100、ルーマニアに10-25、ウェールズに0-98 と、いずれも完敗ないし大敗したため、監督解任論が出た。
しかし、萩本監督解任を唱えた向井昭吾、春口廣、清宮克幸の3名が、逆にラグビー協会内の監督評価機関である8強会議（世界8強進出対策会議）の委員を解任された。また、欧州遠征と前後して日本代表のフィットネスコーチ、選手2名が相次いで深夜未明の繁華街でのトラブルで合宿中に逮捕される不祥事が起きた が、監督の萩本には協会規定で最も軽い「警告」という処分にとどまった。
翌2005年4月の南米遠征でウルグアイ、アルゼンチンに連敗。さらに5月から6月にかけてカナダ戦、アイルランド戦（2試合）にもそれぞれ大差で敗れたため、萩本は監督を解任された。

#### ヘッドコーチ制を導入
これを契機に、強化委員長・監督という指導体制に限界を感じた日本ラグビー協会は、海外で一般的になっている分業制を導入し、ヘッドコーチ（HC）はコーチたちのリーダーとして現場で指揮をとり、ゼネラルマネージャー（GM）はチーム強化に関する総合マネジメントを行う体制に変わることになった。これにより、親代わりのように各選手のマネジメントまで行う学生ラグビーの監督などと異なり、日本文化に詳しくない外国人であっても、現場指揮だけに徹する人材としてヘッドコーチに起用することが可能になった。
2005年8月、初代GMにNECグリーンロケッツの太田治、HCには、初の外国人指導者となるジャン＝ピエール・エリサルドが就いた。新体制下の日本代表は、2005年11月から2006年5月にかけてテストマッチ4連勝（スペイン、アラビアンガルフ、韓国、グルジア）を果たし 上々の滑り出しと思われた。しかし2006年6月からの第1回パシフィック・ネイションズカップ（PNC）は4戦全敗 で最下位に終わった。

#### 兼業ヘッドコーチを契約解除

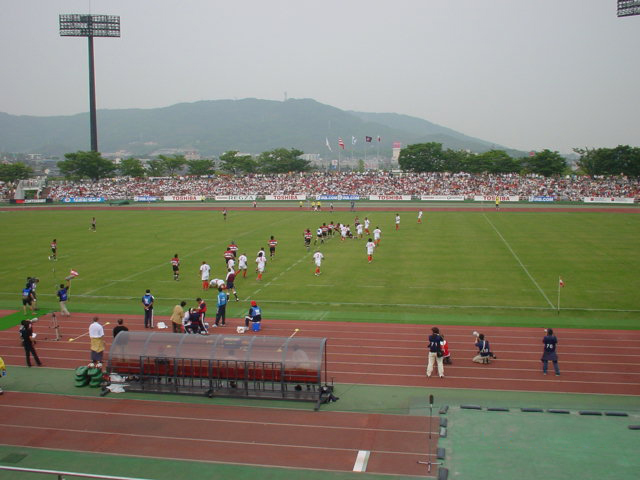
トンガ代表戦 北九州市立本城陸上競技場 2006年

2006年9月、エリサルドHCが、フランスのクラブチーム・バイヨンヌのスポーツマネジャーにも就任したことが判明した。日本ラグビー協会は、契約書には兼職を規制する「日本代表HC専任」の条項がないことを明らかにすると同時に、日本協会はHCに専念するよう求めたが、エリサルドが拒否した。このため日本ラグビー協会は、ワールドカップ10か月前となる10月31日付でエリサルドを契約解除した。
その後2か月は、暫定的にGMの太田治がHCを兼務した。そして太田は、かつてNECでチームメイトであり、第1回W杯におけるニュージーランド優勝の立役者ジョン・カーワンに白羽の矢を立てることになる。

### 2007年～ JKジャパンの5年間

#### 急ごしらえでワールドカップ2007へ
太田HC代行体制による2006年11月のW杯アジア予選で、韓国と香港に快勝し、6大会連続のワールドカップ出場を決めた。
ワールドカップ2007まで8か月を切った2007年1月9日（就任は同年1月1日付）、日本協会はジョン・カーワンをヘッドコーチ とすることを発表、「JKジャパン」が発足した。カーワンは1984年から1994年までオールブラックスに在籍したスーパースターであり、1987年第1回ワールドカップのイタリア戦での90メートル独走トライで知られていた。また晩年にはNECでもプレー経験があり、日本のラグビーファンにも知名度があった。現役引退後はイタリア代表のヘッドコーチを務めた。
既にワールドカップ出場を決めているため、カーワンに求められたのはワールドカップでの実績だった。カーワンは、フィジーとカナダ相手に2勝すること を主眼におき、決勝トーナメント（各プール2位まで）には残れなくとも、3位（同位以内であれば、次回のW杯予選が免除される）になる計画だった。
ワールドカップ前のパシフィック・ネイションズカップ（PNC）では1勝4敗で最下位。8月18日にイタリアのサン＝ヴァンサンで行われたイタリア戦も12-36で完敗した。

#### 主力を温存し、強豪相手に「捨てゲーム」
ワールドカップ2007開幕直前に、エースの大畑大介、山本貢、安藤栄次 の3選手が怪我により帰国するといった事態に見舞われた。
カーワンは、日本代表を主力選手とリザーブ（控え選手）との2チームに分けた。強豪のオーストラリア戦とウェールズ戦は「捨てゲーム」としてリザーブ主体で戦い、フィジー戦とカナダ戦に主力選手を使い、2勝を目指した。
初戦オーストラリア戦は3-91で大敗した が、最初から「捨てゲーム」としていたカーワンは「想定の範囲内」とした。しかし、続くフィジー戦では、日本チームが主力選手中心で構成したにもかかわらず、31-35で敗北。さらに9月20日に「捨てゲーム」のウェールズ戦を18-72で大敗し、6大会連続の予選プール敗退が決定した。1995年W杯のウェールズ戦から数えて13連敗となった。
9月25日の最終戦カナダに勝っても、最低限の目標「次回W杯出場権獲得となる3位以内」も難しくなった。カナダ戦では、試合終了直前まで5-12でリードされ、4大会連続の全敗が確実視されたが、ロスタイムに平浩二がトライを決めて2点差まで迫り、大西将太郎がゴールキックを決め12-12の引き分けとなった。日本は14試合ぶりに敗戦を免れ、4大会ぶりに予選プール最下位を免れたが、次回ワールドカップ2011の優先出場権は得られなかった。

#### JK続投
目標としていた「ワールドカップ2勝」はできなかったものの、準備期間が短かったことや、けが人が続出した中で予選プール最下位を免れたことを評価し、日本協会は引き続きカーワンに託した。

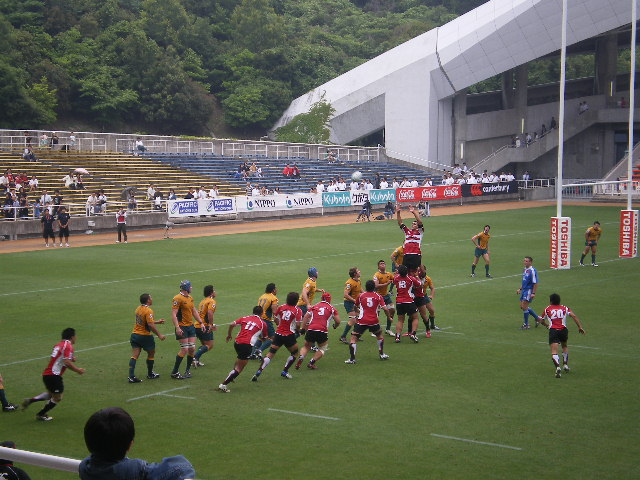
日本代表対オーストラリアA代表、2008年、レベルファイブスタジアム にて

2008年、同年から始まったアジア5カ国対抗で優勝。パシフィック・ネイションズカップ（PNC）は前年同様1勝4敗に終わったが、トンガには前年に続き勝利。
続く11月のアメリカ来日シリーズでは連勝した。その11月16日の試合では、日本で初めてTMO（テレビジョンマッチオフィシャル）を実施した。当時はトライの可否に関する確認のみの運用。前半30分でTMOが行われ、日本のトライが認められなかった。なお、ワールドラグビーでのTMO採用はワールドカップ2003から。
2009年、アジア5カ国対抗を連覇。続くパシフィック・ネイションズカップはトンガに3年連続で勝利したが1勝3敗に終わった。

#### ワールドカップの日本開催が決定
2009年7月28日に行われた国際ラグビー評議会（IRB）の理事会で、2019年のラグビーワールドカップ開催国に日本が決定した。同年11月、来日したカナダに連勝し、世界ランキングが過去最高の13位になった。
2010年5月、アジア5カ国対抗で3連覇し「アジア地区1位」枠として、7大会連続となるワールドカップ2011への出場を決めた。
2010年6月のパシフィック・ネイションズカップでは3位とはいえ、サモア、フィジーと同じく2勝1敗の好成績を挙げ、世界ランキングが過去最高の12位になった。10月30日のサモア来日テストマッチでは10-13と惜敗したが、翌週11月6日のロシア来日テストマッチでは75-3と大勝。JK体制の成果が現れつつあり、翌年のワールドカップ2011に期待が高まった。

#### 強豪国との試合が組まれない
2011年4〜5月のアジア5カ国対抗で4連覇。
7月のパシフィック・ネイションズカップではサモアに敗れた が、続くトンガを1点差で破る と、最終戦フィジーに17年ぶりに勝利し、大会初優勝を果たした。
8月イタリア遠征で24-31で敗れたとはいえ、前半は17-14でリードした。同月21日のワールドカップ壮行試合のアメリカ戦は20-14で下し、いわゆる「第2グループ」の国々にはほとんど勝てるほどにチーム力が向上していた。しかし、ワールドカップ以外のテストマッチでは、強豪国である旧IRFBファウンデーション8か国 との対戦が全く組まれなかった。

#### 2011年ワールドカップ「ハミルトンの失笑」
9月からのワールドカップ2011で、日本は、開催国ニュージーランド、フランス、トンガ、カナダと共にプールAに入った。カーワンは、前回W杯同様、主力選手と控え選手とを分けた戦略を使った。
初戦9月10日のフランス戦では、後半57分で4点差（21-25）まで詰め寄ったが、後は大きく引き離され、21-47で敗れた。
2試合目は9月16日、ニュージーランド北島ハミルトン市のワイカト・スタジアムで行われた。開催国であり強豪のニュージーランドは、16年前のW杯「ブルームフォンテーンの悪夢」のときの相手だった。JKジャパンは、初戦メンバーから10人を入れ替えて主力選手を多数温存した。その結果、相手の速い攻撃に終始防御を強いられ、前半に6トライ、後半に7トライを献上。結局、本大会ワースト2位の得失点差である7-83で惨敗した。16年前と同じく主力選手を使わない「ニュージーランド戦から逃げるような」 メンバー構成による大量トライ献上には、地元ニュージーランド人の観客で埋まる会場から大きな失笑が漏れるほどで、ファンの間では現地の名前を冠して「ハミルトンの失笑」と呼ばれる汚点になった。
その後の試合は、念願の2勝を目指したが、予選3試合目トンガ戦ではミスを連発した上に、日本の速い攻撃を完全に封じ込められて18-31と完敗。
最後のカナダ戦も、前半に17-7でリードしながらも、後半終盤になってミスを連発、立て続けに得点を許し、23-23で2大会連続ドローとなってしまった。結局、強豪国に対して主力選手を温存した作戦でも2勝はおろか、5大会連続勝利なしという結果に終わった。

#### 停滞JKジャパンの終焉
通常テストマッチで強豪国とは試合を組まず、W杯では2大会連続で主力選手を温存し強豪国相手には出さないカーワンの方針は、ファンを失望させ、選手の強化機会を無くす結果になった。太田治GMは「これでは強化が停滞してしまう」と、カーワン体制の5年間を総括した。ラグビーライターの中尾亘孝はJKジャパンの5年間を「カネと時間だけを浪費した壮大な無駄」と辛辣に切り捨てた。2007年のW杯では最終登録の外国人選手は5人だったが、2011年には倍の10人になっていたことも強く批判された。同年10月13日、正式にカーワンの解雇が決まった。

### 2012年～ エディージャパン

#### 2012年
サントリーサンゴリアスのゼネラルマネージャーを3年間務めていたエディー・ジョーンズが、2012年から日本代表ヘッドコーチに就任。前任者カーワンのチーム作りは外国人への依存度が大きかったという指摘から、当時日本国籍取得申請中のマイケル・リーチ以外は全て日本人選手で、ノンキャップ選手が13名という編成になった。主将には、5年振りの代表復帰となった廣瀬俊朗を任命した。
アジア5カ国対抗では、全チームに順当に勝利し、5連覇を達成。続く、パシフィック・ネイションズカップは3戦全敗で最下位。フレンチ・バーバリアンズを招待した が2連敗し、春シーズンを終えた。
11月に欧州遠征。ルーマニア戦を34-23で下し、欧州で行われたテストマッチにおいて、ホームのチームに初めて勝利した。さらにジョージア戦では、同点で迎えた試合終了直前にドロップゴールを決め、25-22と劇的な勝利を収めた。この遠征から元フランス代表のマルク・ダルマゾがスクラムコーチに就任した。

#### 2013年 ウェールズに初勝利
2013年春、アジア5カ国対抗では6連覇を達成。パシフィック・ネイションズカップでは、トンガとフィジーに敗れ、5か国中4位となった。
6月、ウェールズ代表の日本遠征により、国内では12年ぶりとなるウェールズとのテストマッチ2試合を行った。第1戦では18-22で惜敗。第2戦で五郎丸歩は5つのPK・GKを決め、23-8でウェールズ戦初勝利を挙げた。
旧IRFBファウンデーション8か国 のチームに勝利したのは、宿澤広朗監督時代の1989年に秩父宮で行われたスコットランド戦以来のことである。当時試合をしたスコットランドは正式な代表ではなかったため、正代表に対しては史上初めての勝利だった。さらにパシフィック・ネイションズカップで組まれたカナダ戦とアメリカ戦にも勝ち、春のシーズンを終了した。
秋シーズンは、国内でニュージーランドと戦い、1トライも無く敗れる。その後、海外遠征でスコットランド代表とイングランドのクラブチーム グロスター・ラグビーに敗れたが、ロシアとスペインには勝利した。

#### 2014年
2014年4月8日、エディー・ジョーンズHCは、リーチマイケルをキャプテンに指名。以後、Ｗ杯2大会、7年以上に渡りリーチは日本代表チームの顔となる。アジアおよび太平洋地区選抜のアジアパシフィックドラゴンズとの対戦で、29-35で敗れた。
アジア5カ国対抗では7連覇を達成。「アジア地区1位」として、8大会連続となるワールドカップ2015への出場を決めた。
続くパシフィック・ネイションズカップでは、カナダ、アメリカに連勝し、アジア・パシフィック・カンファレンスで1位になる。その後イタリアと秩父宮で対戦し勝利。イタリアに6戦目にして初勝利を挙げ、テストマッチ10連勝を達成。世界ランキングが過去最高の10位となり、春のシーズンを終了した。
DFコーチに香港ヘッドコーチだったリー・ジョーンズ、FWコーチにイングランド代表主将だったスティーブ・ボーズウィックが就任。
秋シーズンは、国内で2試合マオリ・オールブラックスと戦い、11月1日にノエスタで行われた第1戦は終始リードされ21-61で完敗した。翌週、秩父宮で行われた第2戦では前半5-15でリードされるも、後半五郎丸歩のPG2発などで逆転した。しかし37分に決勝トライを決められて、18-20で逆転負けを喫した。しかし、世界ランキング上位国がテストマッチで敗北したため、一時、世界ランキングは過去最高の9位に浮上した。
その後、海外でテストマッチを行い、ルーマニアに勝利した が、ジョージアには敗れ、シーズンを終える。アジアパシフィックドラゴンズ戦、マオリ・オールブラックス戦はテストマッチではないため、ジョージアに敗れるまでテストマッチ11連勝だった。
2014年に行われた日本代表の強化合宿は合計114日だった。トップリーグが通常開催しているなか、この合宿日数は非常に多い。

#### 2015年、ワールドカップへ
2015年にアジア5カ国対抗の改編により発足したアジアラグビーチャンピオンシップで優勝。パシフィック・ネイションズカップではカナダに勝利した が、アメリカ、フィジー、トンガ に3連敗して4位で終えた。これにより世界ランキングは15位まで落ちた。その後、世界選抜戦も敗れた が、ウルグアイには2試合とも勝利 し、ジョージアにも勝利した。4月下旬には、日本代表応援キャラクターとして鉄腕アトムが発表された。
イングランドで開催されるワールドカップ2015に向け、4月から8月までの5か月のうち、宮崎合宿が9回、計75日間行われた。その合間に、上記の国際大会やテストマッチ、イングランド合宿、カナダ・アメリカ遠征が行われた。9月1日にはイングランド入りし現地合宿を行い、ワールドカップ2015開幕を迎えた。当時の世界ランキングは13位。

#### 「ブライトンの奇跡」スポーツ史上最大の番狂わせ
2015年9月19日（現地時間）、ラグビーワールドカップ2015のグループBの開幕戦として、イングランドの南東に位置するブライトン・コミュニティ・スタジアム（現 ファルマー・スタジアム）で、南アフリカ戦が行われた。W杯で過去2回優勝し、当時世界ランク3位の南アフリカ代表に、初対戦ながらラストプレーでWTBカーン・ヘスケスが挙げたトライにより34-32で逆転勝利した。これにより南アフリカの世界ランキングは3位から6位に落ち、日本は13位から11位へ上昇した。南アフリカから奪ったこの24年ぶりのW杯勝利は、日本国内および海外のメディアにより「ブライトンの奇跡」、「スポーツ史上最大の番狂わせ」、「W杯史上最も衝撃的な結果」と報じられ、社会現象を巻き起こした。
この試合までのエディー・ジャパンの4年間を、ドキュメントと再現ドラマで構成した映画「ブライトン・ミラクル（The Brighton Miracle）」が制作され、2019年10月にオーストラリアと日本で公開された。

#### 最強の敗者
9月23日、中3日のスコットランド代表戦では前半は7-12で折り返すが、SHグレイグ・レイドローの正確なキックに苦しめられるなど後半に立て続けにトライを重ねられ10-45で敗れた。10月3日の第3戦でサモア代表に26-5で勝利し初のW杯1大会2勝目と通算3勝目を挙げた。10月11日の第4戦でもアメリカ代表に28-18で勝利し、大会3勝目通算4勝目を挙げ世界ランキングを10位まで上げた。しかし勝ち点で南アフリカとスコットランドを下回り、初の決勝トーナメント進出はならず、1次リーグ敗退は8大会連続になった。W杯において3勝したチームが1次リーグ敗退となるのは史上初である。国内外のメディアからは「最強の敗者」と形容された。
日本代表の活躍は各メディアで話題になり、特に五郎丸歩がプレースキック前に行うルーティンは「五郎丸ポーズ」 として有名になった。このブームについて五郎丸は、「個人が注目されることに違和感を覚える」と同時に、「僕がきっかけでラグビーを知ってもらえるだけでもありがたい」「2019年Ｗ杯に向けてラグビーの良さを発信する責任感も感じた」と語る。五郎丸は、日本代表テストマッチでの最多得点記録（711点）、W杯1大会での日本代表最多得点記録（58点）を持つ。
ラグビー日本代表のオフィシャル(公式)スポンサーの大正製薬は、選手・スタッフ全員に１人当たり100万円で合計5000万円の報奨金を贈呈すると発表した。また、新聞・雑誌など様々なメディアから功績を表彰された。

#### 次期監督の就任へ
ワールドカップ2015終了をもってジョーンズHCが退任 (退任自体はワールドカップ開幕前には決定していた)、後任にはスーパーラグビー・ハイランダーズのヘッドコーチを務めるジェイミー・ジョセフが就任することが決定した。彼は1995年から2000年までサニックス（現・宗像サニックスブルース）に所属し、ラグビー日本代表としてワールドカップ1999に出場し9キャップを持つ。
しかし、ジョセフ新HCは2016年シーズン終了までハイランダーズとの契約が残っており、日本代表には合流できないため、春に開催の2016年アジアラグビーチャンピオンシップは、U20日本代表のHCを務める中竹竜二が代行し、カナダ遠征と国内スコットランド戦はサンウルブズのHCを務めるマーク・ハメットが代行した。
2016年アジアラグビーチャンピオンシップは若手選手を中心としたチーム編成で臨み、香港・韓国を相手に4戦全勝で前年に続き優勝。続くカナダ遠征戦は前年のワールドカップ組の半数を招集して臨み、26-22で辛勝。帰国後のスコットランド戦は、第1戦は13-26、第2戦は16-21 と2敗した。

### 2016年～ ジェイミージャパン

#### 2016年 ジェイミー・ジャパン「ONE TEAM」スタート
2016年9月になりジェイミー・ジョセフHCが正式に就任。トップリーグの視察を繰り返した上で代表選手を選考し、その後に短期合宿を2回行った上で11月からのテストマッチに備えた。
また、10月にはチームテーマに「ONE TEAM」を掲げた。
世界ランキング12位のジェイミー・ジャパン初のテストマッチは、11月5日に秩父宮ラグビー場でランキング9位アルゼンチンに20-54で完敗した。
翌週からヨーロッパ遠征となり、ランキング11位ジョージアとのテストマッチは、22-18でジェイミー・ジャパンとして初勝利。その翌週のランキング6位ウェールズ戦は7万人を超える大観衆の中で行われ、互角の戦いを行い、30-33の僅差で敗れた。年度最終フィジー戦では、レッドカード退場で1人少ないフィジー相手に25-38で完敗。ジェイミー・ジャパン1年目のテストマッチ4連戦は、1勝3敗で終わった。

#### 2017年
2017年1月、年初の会見でジョセフHCは、今後はサンウルブズを中心にした代表強化を進めていく考えを打ち出すとともに、サンウルブズが海外で試合をする際は、遠征に参加しない選手を自ら指導するなどで若手を育成していく方針も明らかにした。
アジアチャンピオンシップは全勝で優勝。6月に強化試合でルーマニアに勝利、アイルランドに2連敗した。
秋シーズンでは、世界選抜戦において27-47で敗れる。11月４日に日産スタジアムで行われたオーストラリア戦でも30-63で敗れたが、国内開催ラグビーテストマッチ史上最多43,621人の入場者数を記録した。フランス遠征でトンガに39-6で勝利、フランスとは23-23で引き分けた。

#### 2018年
2018年5月15日、ルーマニアが代表資格がない選手をワールドカップ2019ヨーロッパ予選に出場させたとして、ワールドラグビーはルーマニアの出場権を取り消した。これによりワールドカップ2019開幕戦で日本代表の相手は、ルーマニアからロシアに変更された。
6月は国内でイタリア戦で1勝1敗、ジョージアに勝利。10月に国内での世界選抜戦 とニュージーランド戦 で敗れた。
11月3日に味の素スタジアムで行われたニュージーランド戦でも31-69で大敗したが、国内開催ラグビーテストマッチで史上最多43,751人となり、入場者数の記録を1年ぶりに更新した。続く11月のイングランド遠征では、イングランドに15-35で敗れ、ロシアに32-27で勝利した。CTB中村亮土は、イングランド戦で2トライして前半15-10 で日本がリードしたことで、日本代表の成長を強く実感したという。
11月1日、B’z「兵、走る」(つわもの、はしる) が「リポビタンD ラグビー日本代表応援ソング」としてリリース。以降、テレビCMや試合会場内CMのほか、ワールドカップ2019の日本代表試合会場でも流れ、2023年に至るまで、日本代表戦の国内会場で選手入場時やハーフタイム、試合後などに流れている。

#### 2019年
2019年2月の合宿で、山本幸輝の提案によりチームソングが「ビクトリーロード」に決まる。
ワールドカップ2019の前哨戦となったパシフィックネーションズカップ2019では3戦全勝で優勝した。しかし9月6日に熊谷で南アフリカに7-41で敗れ W杯前最後のテストマッチを勝利で飾ることはできなかった。

#### ワールドカップ2019開幕
ホスト国として挑んだワールドカップ2019では、9月20日の開幕戦・予選プール1戦目においてロシアと対戦。序盤、日本のプレーには硬さが見られ、ハイパントの処理ミスからロシアに先制トライを許したが、松島幸太朗の2トライで逆転に成功し12-7で前半を終える。後半もピーター・ラブスカフニと松島のハットトリックとなるトライで突き放した日本が30-10で快勝を収める。

#### 大金星「シズオカ・ショック」
2戦目（9月28日）は、静岡県小笠山総合運動公園スタジアムで、ランキング9位の日本と、ランキング2位の強豪アイルランドの対戦（いずれも試合前の順位）。前半にアイルランドに2トライを許したものの、3本のペナルティゴールで9-12と接戦に持ち込むと、後半に福岡堅樹のトライにより逆転し、相手を無得点におさえ、19-12で勝利した。アイルランドには、通算10戦目にしての初勝利となった。イギリスBBCは「アイルランドの崩壊、日本の歴史的勝利」と報道し、フランスAFP通信は「Shizuoka shock（静岡の衝撃）」と呼んだ。これにより、9月30日付のワールドラグビーランキングにおいて、日本は8位となった。
3戦目（10月5日）はサモアと対戦し、38-19で勝利。4トライ獲得によるボーナスポイントによりA組3位以内が確定し、次回2023年フランス大会の出場権を得た。

#### 決勝トーナメント進出を賭けたスコットランド戦
予選プール最終戦となる4戦目（10月13日）は、前回大会で唯一敗戦を喫した強豪スコットランド。勝ったほうが決勝トーナメントへ進出できる戦いだった。序盤にスコットランドに先制トライを許したが、日本は3トライをあげ前半を21-7とリードして終える。後半開始早々42分に福岡のトライで28-7とリードを広げたが、スコットランドも49分、54分に立て続けにトライを奪い28-21と7点差に迫った。しかしその後日本はスコットランドの猛攻を凌ぎ、28-21で勝利した。スコットランドの地元紙ザ・スコッツマンの記者アラン・マッシーは、「この試合はどんな勝利よりも記憶に残る試合だ」とし、「スコットランドの負けを嘆くよりも日本を称えよう」と述べた。
予選プール1位通過で、史上初の決勝トーナメント進出を決めた。ティア2の国 が予選プール全勝で1位となるのはワールドカップ史上初のことである。10月14日付のワールドラグビーランキングにおいて、日本は7位となった。

#### 世界ランキング6位に
2019年10月19日にはオーストラリアの敗戦により、わずか一日だけ、日本が入れ替わってランキングが史上最高の6位となっていた。

#### RWC2019準々決勝 南アフリカ戦
準々決勝は10月20日にプールB2位通過の南アフリカと対戦。前半は3-5と接戦で折り返したが、後半に2つのトライを奪われるなど突き放されて3-26で敗れ、ワールドカップ史上初のベスト8で大会を終えた。南アフリカ戦直後から大会終了まで、日本のランキングは8位となった。
田村優は、W杯1大会での日本代表最多得点記録で歴代2位（51点）となった。
大会終了後、ジェイミー・ジョセフの続投が決定した。
12月11日、選手とスタッフの全51人に対して、日本代表公式トップパートナーの大正製薬は、報奨金として1人当たり200万円を贈呈すると発表した。提供ユニフォームであるカンタベリーオブニュージーランドのブランドを持つゴールドウインは、1人当たり100万円を贈ることを発表した。日本ラグビー協会からは、事前の規定どおり8強入りの報奨金100万円ずつが選手とスタッフ全51人に贈られる。これにより、1人当たりの報奨金は合計400万円となった。

#### 丸の内パレード と 紅白歌合戦出演
2019年12月11日、東京都千代田区の丸の内仲通りで、晴海通りから御幸通りまでの800メートル にわたり日本代表28人 が歩いてパレードを行った。平日ながら約5万人(主催者発表)の観衆が集まった。正午から始まったため、この模様は地上波テレビ各局のニュースや情報バラエティ番組、BSテレビ局J Sports、Ameba TVやニコニコ生放送などのネット配信などで生中継された。
大会終了後は、様々なテレビ番組やCMに出演。年末の第70回NHK紅白歌合戦には19人 でゲスト出演し、後半冒頭でチームソング「ビクトリーロード」をアカペラで司会者や観客と共に合唱、番組終盤近くで松任谷由実は日本代表メンバーが見つめる中、W杯を振り返る映像をバックに「ノーサイド」をテレビ初歌唱した。歌唱後、松任谷は「たくさん勇気をもらいました。この歌に、こんなチャンスを与えてくれてありがとう」と日本代表をねぎらった。

#### 2020年 コロナ禍による長期停滞
新型コロナウイルス感染症の世界的流行により、2020年6～7月のウェールズ戦とイングランド戦、11月のスコットランド戦とアイルランド戦が、次々と中止になった。
2020年秋に予定されていた、ヨーロッパの6つ強豪国が 他国からの遠征チームと国際試合を行うオータム・ネイションズカップは、コロナ禍で南北半球のラグビー交流が不可能であることを受けて計画されたが 、日本は感染リスクと準備期間の不足を理由に辞退した。このように2020年はテストマッチがまったく行えず、日本のワールドラグビーランキングはアルゼンチンとスコットランドに次々と抜かれ、ポイント数が変わらぬまま8位から10位に落ちた。
ジェイミー・ジョセフHCは、候補選手を50人ほどリストアップし、個別の調整メニューを配布して秋の試合に備えていた。リーチマイケルはこの期間中に関節の手術を済ませた。日本ラグビー協会は南半球での試合開催も模索したが、世界中で新型コロナウイルス感染者が増えるなか、政府筋から海外遠征を諦めるよう警告を受けたという。
12月14日、ラグビーワールドカップ2023のプール戦おいて、日本はプールDに編成された。プールDは最終的にイングランド、アルゼンチン、サモア、チリ となった。

#### 2021年 再始動するもティア1に全敗
ワールドカップ2019終了以来、1年半ぶりの4月12日、2021年度日本代表候補選手とチームスタッフが発表され、再始動。
2021年6月12日のサンウルブズとの強化試合 で、日本代表側はキャップ非対象チーム「JAPAN XV(ジャパンフィフティーン)」として戦った。2020年に解散していたサンウルブズは、この試合のために日本代表候補選手から9人、新たな選手を数人加えて 再結成、JAPAN XVが32-17で勝利した。
6月からのヨーロッパ遠征で、1年8か月ぶりのテストマッチ。ブリティシュ・アンド・アイリッシュ・ライオンズに10-28で敗れた。続く7月3日にアイルランドに31-39で敗れた。
10月2日、ピーター・ラブスカフニをキャプテンに指名。10月23日、2年ぶりの国内開催テストマッチのオーストラリア戦で23-32で敗れた。
11月のヨーロッパ遠征3連戦では、アイルランドに5対60と大敗。ワールドカップ2019後からこの対戦までの2年間、日本の国際試合が3試合のみに対し、アイルランドは16試合も行っており、コロナ禍における日本代表の停滞を如実に示した。ポルトガル戦では苦戦し38-25で辛勝。スコットランド戦は 20-29で敗れた。結局、2021年はティア1 の国に全敗した。この遠征中、トンガ出身の選手（ヴァルアサエリ愛、レメキロマノラヴァ）などを中心に新しいチームソングが生まれ、ワールドカップ2023の第1戦（チリ戦）後の動画で公になった。
ヨーロッパ遠征中の日本代表から、バーバリアンズのメンバーに中村亮土、垣永真之介、堀越康介、小瀧尚弘、の4名が選ばれた。イングランドのトゥイッケナム・スタジアムでサモア代表と11月に対戦予定だったが、バーバリアンズ内で新型コロナウイルス陽性者が発生し、中止となった。

#### 2022年「Our Team」
リーグワン初年度が終わり 、5月31日に日本代表は選手層の厚みを増す目的で2チームに分かれ、日本代表チーム34名とNDSチーム34名がそれぞれ合宿入り。ジョン・ミッチェルがアシスタントコーチに加わった。NDSは「ナショナル・ディベロップメント・スコッド（National Development Squad）」は、今後 日本代表に選出される可能性の高い選手を招集した編成。2017年3月から、たびたびNDSを編成して合宿を行ってきた。
6月18日に秩父宮ラグビー場で、NDSチームが日本代表（キャップ対象試合）としてウルグアイ代表と戦い34-15で勝利した。6月25日ミクニワールドスタジアム北九州でのウルグアイ戦（第2戦）は、日本代表チームが臨み、HO坂手淳史が初めてキャプテンとなった。43-7で圧勝。
7月2日のフランス戦（第1戦）は約5年ぶり。ランキング2位のフランスに対し、10位の日本代表は、試合の数日前に主要選手4名が新型コロナウイルス陽性になるなどしてメンバー構成を大きく変えて臨み、フランス代表は1桁キャップが先発15人中6人という「1.5軍」の編成だった。豊田スタジアムで気温35度の猛暑のなか、前半は13-13と互角だったものの、後半は4トライで突き放され、23-42で敗れた。
7月9日に、フランス戦の第2戦が気温31度超え の国立競技場で行われ、前半15-7でリードしたが、逆転され15-20で惜敗。この試合では、国内開催ラグビーテストマッチ史上最多57,011人の入場者数となり、4年ぶりに記録を更新した。
2022年6月合宿時からチーム内で使っていたチームスローガン「Our Team」 を、同年9月に正式発表した。しかしスポンサー企業であるカンタベリーや三菱地所は、4年前と同じ「One Team」をキャッチフレーズに使用し、ワールドカップ2023開催期間中までプロモーションを展開し続けた。2023年9月24日には、全国向けFM番組『有吉弘行のSUNDAY NIGHT DREAMER』（JFN系列）において、タレントの有吉弘行は「（『Our Team』は）完全に『One Team』に負けてますけどね。まったく誰も使ってませんけども」と指摘、ゲストの元日本代表畠山健介が「確かに『Our Team』って誰も使ってない」と同意した。ワールドカップ2023プール最終戦の前日となる2023年10月7日には、キャプテンの姫野和樹も「One teamで共に闘いましょう」とSNSでファンに向けて呼びかけた。
2022年10月1日から3週にわたり、日本代表候補メンバーの中から編成のセカンドシニア代表チーム「JAPAN XV（ジャパン・フィフティーン）」が、強化を目的に、オーストラリア代表のセカンドチーム「オーストラリアA代表」と日本国内で3連戦した（キャップ非対象）。1戦目は22-34で敗れ、2戦目は21-22で敗れた。3戦目は双方トライを重ね、日本が終始リードする展開となり52-48で勝利した。

#### 国立競技場NZ戦で最多入場者数を記録
2022年10月29日のニュージーランド戦は4年ぶり7回目。会場となる国立競技場の入場者数は65,188人で、ラグビー国内開催テストマッチだけでなく国立競技場改築後のイベントとしても、最多入場記録を更新した。日本は終始積極的に攻め、前半は17-21と接戦に。後半は途中ニュージーランドが1人退場する中、終了近くまで4点差を維持。しかし終了直前にPGを決められ31-38の惜敗となった。通算7敗目となったものの、対ニュージーランド戦で歴代最少の点差であり、続くヨーロッパ遠征に期待できる善戦だった。
11月12日にロンドントゥイッケナムスタジアム81,087人の観衆の中で、イングランド代表と4年ぶりに対戦、13-52で大敗した。藤井雄一郎ナショナルチームディレクターによると、試合後に日本側はレフリーの判定について確認を入れ、日本に不利となる8つのジャッジミスが明らかになったという。試合中のレフリーとのコミュニケーションの重要性が浮き彫りになった。
11月20日のフランス代表戦も17-35で敗れた。強豪国に勝てない状況について、ジョセフHCは「この期間はベースキャンプという形でたとえている。Ｗ杯に向けては、いい方向に向かっていると思う」と総括した。
2022年から、ワールドラグビーは「ハイタックル」を厳罰化。

#### 2023年 「ハイパフォーマンスユニオン」として強豪11か国入り
2023年5月8日から、新型コロナウイルスに関する強い規制が撤廃され、ウイルス流行前の状態に戻った。
5月11日、ワールドラグビーが定款の第9条4項「評議会の議決権」を改定し、日本を「ハイパフォーマンスユニオン」と位置づけた。これにより、シックス・ネイションズ・チャンピオンシップ（欧州6か国）またはSANZAARラグビー・チャンピオンシップ（南半球4か国）に参加している強豪国「ティア1」10か国と同じく、ワールドラグビー理事会の投票権が3票に増えた（従来の日本の投票権は2票）。
日本ラグビーフットボール協会が、5月にニュージーランドラグビー協会と、7月にラグビーオーストラリア（オーストラリアラグビー協会）と 連携を発表。これにより、2024年から2027年までオールブラックス、マオリ・オールブラックス、All Blacks XVと、2024年から2029年までワラビーズ（オーストラリア代表）やオーストラリアA代表と、日本での定期的な対戦を行う予定。

#### ワールドカップ直前に次期HCの情報を発信
2023年7月5日、ジェイミー・ジョセフはワールドカップ2023後にヘッドコーチを退任することを表明した。7月17日には、日本ラグビーフットボール協会が、次期ヘッドコーチを公募。ワールドカップまで2か月前の段階から、ヘッドコーチ去就の情報が双方から積極的に示された。

#### ワールドカップ前哨戦は1勝5敗
7月に国内でオールブラックスXVと対戦し（キャップ非対象）2連敗。7月22日～8月5日にパシフィックネイションズカップの日本出場試合すべて（対サモア、トンガ、フィジー）をホーム（日本）で開催したが、ホームでの1勝2敗となり、世界ランキングを10位から14位にまで落とした。8月26日、イタリアで5年2か月ぶりのイタリア戦は、キックやハンドリングの精度が低く21-42と大敗し、これらワールドカップ前哨戦は1勝5敗で終わった。

#### ワールドカップ2023でプール戦敗退
フランスでワールドカップ2023では、9月10日に第1試合チリ戦で、主将の姫野和樹がケガのため出場回避。粘るチリに42-12で快勝した。
9月17日第2試合のイングランド戦で、日本はノートライ、イングランドは4トライで12-34の完敗に終わった。
9月28日第3試合のサモア戦は、後半2トライを取られ追い上げられたが28-22で逃げ切った。10月7日に日本はプール戦3位以内が確定し、次回ワールドカップ2027への出場権を得た。
10月8日第4試合のアルゼンチン戦では27-39で敗れ、イングランドとアルゼンチンの後塵を拝しプール戦3位。準々決勝進出（ベスト8進出）を逃した。日本テレビでの生中継（19:45-21:59）のビデオリサーチ関東地区視聴率は、世帯平均21.5%（21:45に毎分最高28.3%）、個人平均14.1%（21:44に毎分最高18.9%）だった。
日本協会YouTubeチャンネル「JAPAN RUGBY TV」で、第1戦チリ戦の後にロッカールームでチームソングを歌う姿が公開された。この曲は、トンガ出身の選手（ヴァルアサエリ愛、レメキロマノラヴァ）などを中心に2021年のヨーロッパ遠征時に作られ、映画『ライオンキング』の中の『王様になるのが待ちきれない（I Just Can't Wait to Be King）』のメロディの一部をベースにしたが、その原形をとどめないオリジナル曲となった。「Hoka Ki mu'a」（トンガ語で「ファイトし続ける」）、「Samurai, Sumo, Ninja」（侍、相撲、忍者）、「Katsu Motto」（勝つ、もっと）、「Let's Go, Brave Blossom」など国際色豊かな歌詞となった。

#### 薄い選手層と経験不足を指摘する声
ワールドカップ前に行った2023年の6試合では、ほぼ「同じ選手の起用」を続け、実戦機会を多くの選手に与えられず、実戦を通じた選手選考もできなかった。そしてワールドカップ2023でも、登録選手が33名もいながら、毎試合ほぼ同じ選手の起用を続けた（まったく出場しない選手が多かった）。
具体的には、プール1位のイングランドは、4試合すべてに出場した選手は8名にとどまり、4試合すべてに出場の無い選手は いなかった。2位のアルゼンチンは、4試合出場が11名、3試合出場が11名、出場無しは いなかった。プール戦3位の日本は、4試合出場が18名もいて、出場しなかった選手は5名もいた（前大会も全31名のうち5名が不出場）。選手層の薄さが、固定化されたメンバーで表れた。
これについて、ラグビー日本代表応援サポーターの五郎丸歩は、プール戦敗退直後のインタビューで選手層の薄さを指摘し、「アルゼンチンは、前週から大きくメンバーを変えることができた（先発選手を11人変えた）。ローテーションを組むことができる33人を作っていくことを日本ラグビー界全体で考えていかないと、勝つことは難しい」と語った。
同じくラグビー日本代表応援サポーターの大野均は、「2019年大会に向けては、サンウルブズがあった。スーパーラグビーに参加してテストマッチに近い強度の試合を選手が経験して、ベスト8に進む大きな要因になった」と、前回と今回との違いを指摘し、「今後もコンスタントにレベルの高い国際試合を経験していくことが大事だ」と語った。横浜キヤノンイーグルス監督の沢木敬介も、「アウェーで強豪国との対戦をするほか、個人でもプレーの場を海外に求めることも必要かもしれない」と分析した。敗退翌日の会見で、日本代表に同行していたナショナルチームディレクター藤井雄一郎は「スーパーラグビー、ジュニア代表など、国際経験を積ませられる環境をつくるのが一番」と述べ、ジェイミー・ジョセフHCも「サンウルブズのような経験は、可能な解決策の一つだと思う」と述べた。

### 2024年〜 第二次エディージャパン
「ラグビー日本代表 2024年メンバー」も参照。
2023年12月13日、日本ラグビーフットボール協会は、エディー・ジョーンズに日本代表ヘッドコーチを8年ぶりに再任させることを発表。2024年1月1日からの就任となる。任期はワールドカップ2027までの4年間。翌日の会見でエディー・ジョーンズ、は「超速ラグビー」を日本代表のテーマとして掲げ、「相手より速く走るだけではなく、速く考えて速く決断する。高校、大学、社会人と一貫した考え方をもって育成していくことが重要だ」と述べた。
2024年6月22日のイングランド戦がエディージャパン2期目の初戦となり、ノンキャップの選手が8人（先発4人、リザーブ4人）、そのうち矢崎由高は大学2年生で先発出場と、大幅な若返りとなった。結果は17-52（前半3-26）で大敗。
6月29日・7月6日のJAPAN XVによるマオリ・オールブラックス戦（キャップ非対象）も若手中心で編成。第1戦は決定力に欠け10-36で敗れた。しかし第2戦では攻守とも安定し26-14でエディージャパン2期目として初の勝利となった。
7月13日のジョージア代表戦では、前半20分からレッドカード、後半32分からはイエローカードを受け、2人のフォワードを欠いた。相手の堅いディフェンスにも阻まれ、23-25で敗れた。これにより、2024年7月15日付けのワールドラグビーランキングは、それまでの12位から14位へと落ちることになった。
7月21日のイタリア代表戦は14-42で大敗。これにより、夏の5連戦は4敗、日本代表としては3戦全敗に終わった。
2024年8月1日からワールドラグビーにより、国代表となる条件が緩和。直前60か月間継続してその国に居住しているという条件は撤廃され、60か月その国の国内チームに在籍していれば、その国の代表となる条件を満たすことになる。5年以上静岡ブルーレヴズに所属していたマロ・ツイタマは、7月15日から日本代表合宿に召集され、8月25日（日本時間26日）に日本代表として初出場した。
8月23日から9月21日までパシフィックネーションズカップ2024が開催。フィジカルに勝るフィジーに決勝戦で17-41（前半10-10）で大敗し、準優勝となった。
10月26日に、2年ぶりのオールブラックス戦を、横浜国際総合競技場（神奈川県横浜市）に60,057人の観客を集めて実施。7トライ差となり19-64で大敗した。横浜キヤノンイーグルス監督の沢木敬介は、「キックを多用しないため攻撃の勢いが失われ、タックル成功率が62%と低い」と指摘した。ジョーンズHCは、「試合の局面局面で、選手たちが興奮し過ぎないこと、残念に思いすぎないこと」を反省点の一つに挙げた。
11月のヨーロッパ遠征では、第1戦フランス戦が12-52で、第3戦イングランド戦が14-59でどちらも大量トライを与えて大敗。第2戦ウルグアイ戦は36-20で勝利した。2期目エディージャパン初年は、ティア１から勝利を収めることはできなかった。。
12月11日、日本ラグビーフットボール協会の理事会が開かれ、日本代表のエディー・ジョーンズヘッドコーチの続投を決めた。ウェールズなどとの対戦が見込まれる翌2025年には、「世界ランキングなどのノルマを検討し、結果によっては解任の可能性がある」と日本経済新聞が報道した。今秋の代表活動終了後に、日本協会が選手やスタッフを対象としたアンケートを実施したことも明らかとなり、「来年以降の活動に反映させていく予定」とスポーツニッポンは報じた。

#### 2025年
2025年6月11日、リーグワン2024-25シーズン明けの日本代表強化合宿（6月16日開始）に参加する選手発表の場で、チームコンセプト「超速 AS ONE」をエディー・ジョーンズHCが発表した。「超速」は、Physical（パス、ラン、キックの速さ）、Thinking（考える速さ）、Collaboration（連携・団結の速さ）を意味する。「AS ONE」は、Value（共通の価値観）、Goal（明確な目標）、Action（具体的なアクション）を意味する。
2025年7月5日、2年目初の試合として、テストマッチ17連敗中のウェールズと北九州で対戦。猛暑で動きが鈍くなった相手を後半 無得点に抑えて24-19で勝利し、ウェールズは18連敗（21か月連敗）を喫した。しかし翌週7月12日、神戸での第2戦ではウェールズの勢いが衰えず22-31で敗れ、ウェールズは長期連敗記録が止まった。

## 歴代ヘッドコーチ / 監督・チームディレクター
2005年から、監督職については、現場コーチングに専念するヘッドコーチ（HC）制を導入した。HCとは別に、かつての海外遠征の「団長」のようにチーム全体をマネジメントする役職が生まれ、「ゼネラルマネージャー」「強化委員長」などを経て、現在は「チームディレクター」と呼ぶ。

### 歴代ヘッドコーチ（HC）/ 監督
| 役職   | 名前                         | 就任期間      | 出身大学            | 在任中の主な大会など                                                                         | キャップ対象試合数 | 勝 | 負 | 分 | 勝率  |
| ------ | ---------------------------- | ------------- | ------------------- | -------------------------------------------------------------------------------------------- | ------------------ | -- | -- | -- | ----- |
| 監督   | 香山蕃                       | 1930年-1934年 | 東京                | 1930年、初の海外遠征（カナダ）                                                               | 5                  | 3  | 1  | 1  | 60.0% |
| 監督   | 北島忠治                     | 1936年        | 明治                | 1936年2月、戦前最後の国際試合                                                                | 2                  | 0  | 1  | 1  | 0.0%  |
| 監督   | 奥村竹之助                   | 1952年-1953年 | 京都                | 1952年1月、戦後初の国際試合                                                                  | 4                  | 0  | 4  | 0  | 0.0%  |
| 監督   | 北島忠治(2)                  | 1956年        | 明治                |                                                                                              | 3                  | 0  | 3  | 0  | 0.0%  |
| 監督   | 西野綱三                     | 1958年        | 早稲田              |                                                                                              | 3                  | 0  | 3  | 0  | 0.0%  |
| 監督   | 知葉友雄                     | 1959年        | 明治                |                                                                                              | 2                  | 0  | 1  | 1  | 0.0%  |
| 監督   | 和田政雄                     | 1959年        | 明治                |                                                                                              | 2                  | 0  | 2  | 0  | 0.0%  |
| 監督   | 葛西泰二郎                   | 1963年        | 九州                | 1963年、戦後初の海外遠征（カナダ）                                                           | 1                  | 1  | 0  | 0  | 100%  |
| 監督   | 大西鐡之祐                   | 1966年-1971年 | 早稲田              | 1968年、初のニュージーランド遠征 1969年、初のアジア大会 1971年、初のナショナルチーム単独対戦 | 12                 | 4  | 8  | 0  | 33.3% |
| 監督   | 岡仁詩                       | 1972年        | 同志社              |                                                                                              | 1                  | 1  | 0  | 0  | 100%  |
| 監督   | 横井久                       | 1972年-1973年 | 早稲田              | 1973年、初のイギリス・フランス遠征                                                           | 5                  | 1  | 3  | 1  | 20.0% |
| 監督   | 斎藤寮                       | 1974年        | 明治                |                                                                                              | 4                  | 2  | 2  | 0  | 50.0% |
| 監督   | 岡仁詩(2)                    | 1975年        | 同志社              | 1975年、初のオーストラリア遠征                                                               | 5                  | 1  | 4  | 0  | 20.0% |
| 監督   | 日比野弘                     | 1976年        | 早稲田              |                                                                                              | 2                  | 1  | 1  | 0  | 50.0% |
| 監督   | 横井久(2)                    | 1976年        | 早稲田              |                                                                                              | 1                  | 0  | 1  | 0  | 0.0%  |
| 監督   | 斎藤寮(2)                    | 1976年-1978年 | 明治                |                                                                                              | 7                  | 0  | 7  | 0  | 0.0%  |
| 監督   | 宮地克実                     | 1978年        | 同志社              |                                                                                              | 1                  | 1  | 0  | 0  | 100%  |
| 監督   | 横井久(3)                    | 1978-1979年   | 早稲田              |                                                                                              | 3                  | 0  | 3  | 0  | 0.0%  |
| 監督   | 今里良三                     | 1979年        | 中央                |                                                                                              | 1                  | 0  | 1  | 0  | 0.0%  |
| 監督   | 山本巌                       | 1980年        | 早稲田              |                                                                                              | 1                  | 1  | 0  | 0  | 100%  |
| 監督   | 斎藤寮(3)                    | 1980年-1981年 | 明治                |                                                                                              | 4                  | 1  | 2  | 1  | 25.0% |
| 監督   | 山本巌(2)                    | 1982年        | 同志社              |                                                                                              | 2                  | 1  | 1  | 0  | 50.0% |
| 監督   | 日比野弘(2)                  | 1982年-1984年 | 早稲田              |                                                                                              | 10                 | 3  | 7  | 0  | 30.0% |
| 監督   | 宮地克実(2)                  | 1984年        | 同志社              |                                                                                              | 1                  | 1  | 0  | 0  | 100%  |
| 監督   | 岡仁詩(3)                    | 1985年-1986年 | 同志社              |                                                                                              | 10                 | 1  | 8  | 1  | 10.0% |
| 監督   | 宮地克実(3)                  | 1987年        | 同志社              | WC1987                                                                                       | 3                  | 0  | 3  | 0  | 0.0%  |
| 監督   | 日比野弘(3)                  | 1987年-1988年 | 早稲田              |                                                                                              | 5                  | 0  | 5  | 0  | 0.0%  |
| 監督   | 宿澤広朗                     | 1989年-1991年 | 早稲田              | WC1991                                                                                       | 14                 | 5  | 9  | 0  | 35.7% |
| 監督   | 小藪修                       | 1992年-1995年 | 同志社              | WC1995                                                                                       | 14                 | 6  | 8  | 0  | 42.9% |
| 監督   | 山本巌(3)                    | 1996年        | 早稲田              |                                                                                              | 7                  | 3  | 4  | 0  | 42.9% |
| 監督   | 平尾誠二                     | 1997年-2000年 | 同志社              | WC1999                                                                                       | 33                 | 13 | 20 | 0  | 39.4% |
| 監督   | 向井昭吾                     | 2001年-2003年 | 東海                | WC2003、「ブレイブ・ブロッサムズ」と呼ばれる。                                               | 24                 | 9  | 15 | 0  | 37.5% |
| 監督   | 萩本光威                     | 2004年-2005年 | 同志社              |                                                                                              | 15                 | 5  | 9  | 1  | 33.3% |
| HC     | ジャン＝ピエール・エリサルド | 2005年-2006年 |                     |                                                                                              | 9                  | 4  | 5  | 0  | 44.4% |
| HC     | 太田治                       | 2006年        | 明治                | 暫定HCとしてGMと兼任                                                                         | 2                  | 2  | 0  | 0  | 100%  |
| HC     | ジョン・カーワン             | 2007年-2011年 | De La Salle College | WC2007、WC2011                                                                               | 55                 | 31 | 22 | 2  | 56.4% |
| HC     | エディー・ジョーンズ(1)      | 2012年-2015年 | シドニー            | WC2015                                                                                       | 44                 | 33 | 11 | 0  | 75.0% |
| HC代行 | スコット・ワイズマンテル     | 2013年        |                     | リポビタンDツアー2013欧州遠征                                                                | 4                  | 2  | 2  | 0  | 50.0% |
| HC代行 | 中竹竜二                     | 2016年        |                     | アジアラグビーチャンピオンシップ2016                                                         | 4                  | 4  | 0  | 0  | 100%  |
| HC代行 | マーク・ハメット             | 2016年        |                     | カナダ遠征2016、リポビタンDチャレンジカップ2016スコットランド代表戦                          | 3                  | 1  | 2  | 0  | 33.3% |
| HC     | ジェイミー・ジョセフ         | 2016年-2023年 | オタゴ              | WC2019、WC2023                                                                               | 50                 | 23 | 26 | 1  | 46.0% |
| HC     | エディー・ジョーンズ(2)      | 2024年-       | シドニー            |                                                                                              | 13                 | 5  | 8  | 0  | 38.5% |
| 役職   | 名前                         | 就任期間      | 出身大学            | 在任中の大会など                                                                             | キャップ対象試合数 | 勝 | 負 | 分 | 勝率  |

2025年7月13日現在。

### チームディレクター
2005年のHC制導入により、コーチングには関わらないものの、チーム全体をマネジメントする役職が生まれた。
- 2005年8月6日付けで「ゼネラルマネージャー（GM）」を置き[736]、HCとは異なり、男子15人制チームだけでなく、女子や7人制を含むすべての日本代表チームを統括した[737]。
- 2017年1月18日からは、各日本代表チームごとに「強化委員長」を置くことになった[737]。
- 2021年4月12日から、強化委員長は「ナショナルチームディレクター」に変わった[738]。
- 2024年6月1日から、「15人制男子日本代表チームディレクター」となる[739]。

| 役職                                 | 名前       | 就任期間                    | 出身大学 | 在任中の主な大会 |
| ------------------------------------ | ---------- | --------------------------- | -------- | ---------------- |
| ゼネラルマネージャー                 | 太田治     | 2005年8月6日-2012年1月10日  | 明治     | WC2007、WC2011   |
| ゼネラルマネージャー                 | 岩渕健輔   | 2012年1月11日-2017年1月17日 | 青山学院 | WC2015           |
| 強化委員長                           | 薫田真広   | 2017年1月18日-2019年8月28日 | 筑波     |                  |
| 強化委員長                           | 藤井雄一郎 | 2019年8月29日-2021年4月11日 | 名城     | WC2019           |
| ナショナルチームディレクター         | 藤井雄一郎 | 2021年4月12日-2023年11月8日 | 名城     | WC2023           |
| 15人制男子日本代表チームディレクター | 永友洋司   | 2024年6月1日-               | 明治     |                  |

## キャップ数 トップ10
日本代表選手として実際にテストマッチや国際大会の試合でプレイした選手には、キャップが与えられる。初キャップ対象者には小さな赤い帽子を与え、2キャップ目からは星型の刺繍がされたワッペンを与えて帽子に縫い付けていく。帽子には選手固有の通し番号が刺繍されている。リザーブ（控え選手。英語では Replacements あるいは Substitutes）として出場していても、試合でプレイしなかった選手には与えられない。
- 大野均は、2004年5月16日韓国戦で初キャップ[746]、その12年後の2016年6月25日スコットランド戦[747] で日本代表最多98キャップを獲得し、2020年に現役引退[748]。最多キャップ記念セレモニーが2021年6月に行われた[749]。
- トンプソンルークは、2019年10月20日ワールドカップ2019準々決勝の南アフリカ戦において、38歳6か月4日で出場し71キャップ目を獲得。日本代表の最年長キャップ獲得者になった[748]。

2025年7月12日ウェールズ代表戦（第2戦）まで。
| 名前             | キャップ数 | 主なポジション | W杯出場大会 | W杯出場大会 | W杯出場大会 | W杯出場大会 | W杯出場大会 | W杯出場大会 | W杯出場大会 | W杯出場大会 | W杯出場大会 |
| 名前             | キャップ数 | 主なポジション | 1991        | 1995        | 1999        | 2003        | 2007        | 2011        | 2015        | 2019        | 2023        |
| ---------------- | ---------- | -------------- | ----------- | ----------- | ----------- | ----------- | ----------- | ----------- | ----------- | ----------- | ----------- |
| 大野均           | 98         | LO             |             |             |             |             | 2007        | 2011        | 2015        |             |             |
| リーチマイケル   | 89         | FL,NO8,LO      |             |             |             |             |             | 2011        | 2015        | 2019        | 2023        |
| 小野澤宏時       | 81         | WTB            |             |             |             | 2003        | 2007        | 2011        |             |             |             |
| 元木由記雄       | 79         | CTB            | 1991        | 1995        | 1999        | 2003        |             |             |             |             |             |
| 畠山健介         | 78         | PR             |             |             |             |             |             | 2011        | 2015        |             |             |
| 堀江翔太         | 76         | HO             |             |             |             |             |             | 2011        | 2015        | 2019        | 2023        |
| 田中史朗         | 75         | SH             |             |             |             |             |             | 2011        | 2015        | 2019        |             |
| トンプソンルーク | 71         | LO             |             |             |             |             | 2007        | 2011        | 2015        | 2019        |             |
| 田村優           | 70         | SO             |             |             |             |             |             |             | 2015        | 2019        |             |
| 菊谷崇           | 68         | FL/NO.8        |             |             |             |             |             | 2011        |             |             |             |

※太字は現役選手

## ゲームキャプテン就任回数
2025年7月13日現在。
「キャプテン2人体制」と発表・報道されても、試合中にレフリーとコンタクトできるのは1名のキャプテンのみであり、公式記録でもキャプテンは1名のみのため、それに基づいて就任回数を表した。テストマッチ（キャップ対象）ではない試合のキャプテン就任数は含まれない。
- アンドリュー・マコーミックは、1998年に外国人で初めて日本代表キャプテンになった[750][751]。
- 箕内拓郎は、2002年ロシア戦で日本代表初出場（初キャップ）でキャプテンとなった。日本代表出場48試合のうち45試合でキャプテンを務めた。大柄な体格から「ミスター・キャプテン」と呼ばれた[752][753]。

| 名前                       | キャプテン就任回数 | 初就任日       | キャプテン初就任試合                                         | 最終就任日     | キャプテン最終就任試合                                         | Cap数 | キャプテン就任RWC |
| -------------------------- | ------------------ | -------------- | ------------------------------------------------------------ | -------------- | -------------------------------------------------------------- | ----- | ----------------- |
| 箕内拓郎                   | 45                 | 2002年5月19日  | No.175 ロシア第1回来日戦                                     | 2008年7月5日   | No.239 第3回パシフィックネーションズ第5戦 サモア戦             | 48    | RWC2003 RWC2007   |
| リーチマイケル             | 39                 | 2014年5月3日   | No.297 アジア五カ国対抗第1戦フィリピン戦                     | 2025年7月12日  | No.391 リポビタンDチャレンジカップ2025 ウェールズ代表戦(第2戦) | 89    | RWC2015 RWC2019   |
| 菊谷崇                     | 35                 | 2008年11月16日 | No.241 アメリカ第3回来日第2戦                                | 2013年6月15日  | No.290 ウエールズ来日試合第2戦                                 | 68    | RWC2011           |
| 廣瀬俊朗                   | 18                 | 2012年4月28日  | No.274 第13回アジア五カ国対抗第1戦カザフスタン戦             | 2013年11月23日 | No.296 欧州遠征スペイン戦                                      | 28    |                   |
| アンドリュー・マコーミック | 16                 | 1998年5月3日   | No.142 第3回パシフィックリム第1戦カナダ戦                    | 1999年10月16日 | No.161 RWC1999第3戦アルゼンチン戦                              | 25    | RWC1999           |
| 薫田真広                   | 15                 | 1993年5月15日  | No.116 アルゼンチン遠征第3戦                                 | 1998年6月20日  | No.147 第3回パシフィックリム第6戦カナダ戦                      | 44    | RWC1995           |
| 元木由記雄                 | 13                 | 1996年5月11日  | No.129 第1回パシフィックリム第1戦香港戦                      | 1997年6月29日  | No.141 第2回パシフィックリム第6戦香港戦                        | 79    |                   |
| 平尾誠二                   | 12                 | 1989年5月28日  | No.101 スコットランド第2回来日第5戦                          | 1991年10月14日 | No.114 RWC1991第3戦ジンバブエ戦                                | 35    | RWC1991           |
| 林敏之                     | 11                 | 1986年5月31日  | No.88 アメリカ・カナダ遠征第6戦アメリカ戦                    | 1987年11月1日  | No.98 ニュージーランド第1回来日第4戦                           | 38    | RWC1987           |
| 横井章                     | 9                  | 1970年3月15日  | No.30 ニュージーランド大学選抜第3回来日第5戦                 | 1974年5月12日  | No.41 NZ遠征第7戦ニュージーランド大学選抜戦                    | 17    |                   |
| 高田司                     | 9                  | 1976年5月12日  | No.51 カナダ遠征1976第4戦                                    | 1978年3月5日   | No.59 豪クインズランド州代表来日第2戦                          | 18    |                   |
| 森重隆                     | 8                  | 1979年5月13日  | No.62 イングランド第2回来日第2戦                             | 1981年3月21日  | No.69 オーストラリア学生選抜第3回来日第5戦                     | 27    |                   |
| 石塚武生                   | 8                  | 1982年1月30日  | No.70 香港第4回来日第3戦                                     | 1982年11月27日 | No.77 第8回アジア大会決勝韓国戦                                | 28    |                   |
| 大野均                     | 7                  | 2006年6月17日  | No.214 第1回パシフィックネーションズ サモア戦                | 2007年6月24日  | No.225 第2回パシフィックネーションズ NZジュニア戦              | 98    |                   |
| 坂手淳史                   | 7                  | 2022年6月25日  | No.365 ウルグアイ代表戦第2戦                                 | 2023年7月22日  | No.371 パシフィックネーションズ サモア戦                       | 47    |                   |
| 今里良三                   | 6                  | 1974年5月19日  | No.42 NZ遠征第9戦NZ代表ジュニア戦                            | 1975年9月24日  | No.49 ウエールズ代表第1回来日第4戦                             | 23    |                   |
| 増保輝則                   | 6                  | 2000年5月20日  | No.162 第5回パシフィックリム第1戦フィジー戦                  | 2000年7月15日  | No.167 第5回パシフィックリム第5戦カナダ戦                      | 47    |                   |
| 畠山健介                   | 6                  | 2011年5月7日   | No.262 第12回アジア五カ国対抗 カザフスタン戦                 | 2015年7月24日  | No.312 第16回パシフィックネーションズ アメリカ戦               | 78    |                   |
| 堀江翔太                   | 6                  | 2016年6月18日  | No.327 スコットランド第3回来日第1戦                          | 2017年6月10日  | No.337 ルーマニア第2回来日第1戦                                | 76    |                   |
| ピーター・ラブスカフニ     | 6                  | 2019年7月27日  | No.349 パシフィックネーションズ フィジー戦                   | 2021年11月20日 | No.363 欧州遠征スコットランド戦                                | 19    |                   |
| 姫野和樹                   | 6                  | 2023年7月29日  | テストNo.372 トンガ代表戦                                    | 2023年10月8日  | No.378 ワールドカップ2023 プールD第4戦 アルゼンチン戦          | 3     | RWC2023           |
| 立川理道                   | 6                  | 2024年8月25日  | No.382 パシフィックネーションズカップ2024 第1戦 カナダ代表戦 | 2024年11月9日  | No.387 リポビタンDツアー2024 フランス代表戦                    | 62    |                   |
| 松尾雄治                   | 5                  | 1983年9月25日  | No.78 オックスフォード大・ケンブリッジ大 来日第10戦          | 1984年10月27日 | No.82 第9回アジア大会決勝 韓国戦                               | 24    |                   |
| 洞口孝治                   | 5                  | 1985年4月21日  | No.83 アメリカ第1回来日第6戦                                 | 1985年10月26日 | No.87 フランス遠征第6戦                                        | 24    |                   |
| 大畑大介                   | 5                  | 2003年6月5日   | No.184 オーストラリアA代表来日第1 戦                         | 2006年11月25日 | No.218 第7回アジア3国対抗(RWC2007最終予選)韓国戦               | 58    |                   |

## テストマッチ歴代得点者
コンバージョンキック、ペナルティキックを担当する選手が、得点する機会が多い。便宜上、上位5人まで。太字は現役。2022年11月20日現在。
| 名前               | テストマッチにおける得点 | Cap数 | 主なポジション | 出場したワールドカップ                                | 日本代表 出場期間 |
| ------------------ | ------------------------ | ----- | -------------- | ----------------------------------------------------- | ----------------- |
| 五郎丸歩           | 711点                    | 57    | FB             | RWC2015で58得点（日本歴代最高）                       | 2005-2015         |
| 廣瀬佳司           | 422点                    | 40    | SO             | RWC1995・RWC1999・RWC2003出場                         | 1994-2006         |
| 栗原徹             | 347点                    | 27    | WTB/FB         | RWC2003出場                                           | 2000-2003         |
| 田村優             | 301点                    | 70    | SO/CTB         | RWC2015・RWC2019出場。 RWC2019で51得点（日本歴代2位） | 2012-             |
| ジェームス・アレジ | 286点                    | 32    | SO             | RWC2011出場                                           | 2007-2011         |

## チームソング
合宿や遠征を通じて、移動中や練習後、試合の前後にロッカールームやフィールド上で、チーム内で歌う曲がしばしば存在する。以下は、ワールドカップ時に歌うものとして明らかにされたものである。

### ワールドカップ2015
- ボブ・マーリー&ザ・ウェイラーズ『バッファロー・ソルジャー（Buffalo Soldier）』の替え歌。ツイヘンドリックが歌詞を作り、「ジャパニーズ・ソルジャー / 毎日つかれた / Red and White Jersey / Play for Our Country」などと歌う[759][760][761][762]。
- 2015年10月11日、ワールドカップのプール最終戦（アメリカ合衆国戦）試合終了後、フィールド上で円陣になって歌われた[578][759][763]。

### ワールドカップ2019
- ジョン・デンバー『カントリー・ロード（Take Me Home, Country Roads）』の替え歌。2019年2月、山本幸輝、三上正貴などが歌詞を作り、『ビクトリーロード』と題した[764]。映画『耳をすませば』での日本語カバーバージョン（日本語訳詞：鈴木麻実子、補作詞：宮崎駿）もふまえて、「この道ずっと行けば / きっと最後は笑える日が来るのさ」という歌詞になっている。
- 多くのメディアやSNSで紹介され有名になり、全国各地のパブリックビューイング会場でも合唱される応援歌になった[765][766]。
- 2019年10月13日、プール戦最終のスコットランド戦で勝利しベスト8を決めた際、フィールド上で円陣になって歌われた[767]。
- チームはその年末の第70回NHK紅白歌合戦にゲスト出演し、司会者やNHKホールの観客と共にアカペラで合唱した[533]。

### ワールドカップ2023
- 2023年9月10日の初戦（チリ戦）の後にロッカールームでチームソングを歌う姿が、日本ラグビーフットボール協会YouTubeチャンネル「JAPAN RUGBY TV」で、9月13日に初めて公開された[579]。その後の記者会見の場では、曲についての質問が寄せられた[768]。
- この曲は、トンガ出身の選手（ヴァルアサエリ愛、レメキロマノラヴァ）などを中心に2021年のヨーロッパ遠征時に作られた[768]。
- 映画『ライオンキング』の中の『王様になるのが待ちきれない（I Just Can't Wait to Be King）』のメロディの一部をベースにしていたが、ほとんどその原形をとどめないオリジナル曲となった[578][579][768]。
- 「Hoka Ki mu'a」（トンガ語で「ファイトし続ける」）、「Samurai, Sumo, Ninja」（侍、相撲、忍者）、「Katsu Motto」（勝つ、もっと）、「Let's Go, Brave Blossom」など国際色豊かな歌詞となっている[578][579][673][769]。

## 表彰
- ラグビー関連団体による表彰
  - ワールドラグビーアワード2015 ラグビーワールドカップベストマッチモーメント賞　受賞（対 南アフリカ RWC2015）[770]
  - ワールドラグビーアワード2015 年間最優秀チーム賞　ノミネート[771]
- その他
  - Sports Graphic Number「第8回Number MVP賞」（1989）[97][98]
  - 読売新聞社・第65回日本スポーツ賞・特別賞（2015）[772]
  - 毎日スポーツ人賞・グランプリ （2015）[773]
  - 報知プロスポーツ大賞 特別賞（2015）[774]
  - Sports Graphic Number「第34回Number MVP賞」（2015）[775]
  - 読売新聞社・第69回日本スポーツ賞・グランプリ(大賞)（2019）[776]
  - 毎日スポーツ人賞・グランプリ（2019）[777]
  - 報知プロスポーツ大賞 特別賞（2019）[778]
  - 第67回菊池寛賞（2019）[779]
  - Sports Graphic Number「第38回Number MVP賞」（2019）[780]
  - DIMEトレンド大賞2019 特別功労賞（ラグビー日本代表/日本ラグビーフットボール協会の連名で受賞）[781]
  - 2019年ユーキャン新語・流行語大賞　大賞「ONE TEAM」[456][782][783]
  - 日本スポーツマンシップ大賞（2019）[784]
  - デイリースポーツ 2019年度ホワイトベア・スポーツ賞 特別賞[785]

## パートナー・スポンサー・サプライヤー
2025年7月27日現在
- トップパートナー：大正製薬[787]
- 男子日本代表オフィシャルパートナー：東芝、三井住友銀行[788]、セコム、カンタベリー
- 男子日本代表オフィシャルスポンサー：三菱地所、ヒト・コミュニケーションズ、アサヒビール[789][790]
- 日本代表オフィシャルサポーター：JTBスポーツ、KASHIYAMA、TVS REGZA[791]、日本航空[792]
- サプライヤー：GILBERT、ザバス、アサヒ飲料、日の丸自動車興業[793]

## メディア
「ラグビーワールドカップ#日本での放送体制」も参照のこと。

### ラグビーワールドカップ2023（フランス大会）

#### 中継放送
2023年9月11日現在。視聴率は、地上波番組のもの（関東地区、ビデオリサーチ調べ）。以下の文章内の数値は、世帯視聴率。
- 9月10日のチリ戦を中継したNHK総合では、大河ドラマ『どうする家康』（20:00-20:45）を休止。同番組は前週11.7%だった[797]。TBSの日曜劇場『VIVANT』第9話は、通常より開始を30分遅らせて21:30から79分スペシャル（22:49まで）を放送し、中盤の22:04までチリ戦の試合時間と重なったが、前週と同じ14.9％を記録した[798]。
- 9月18日イングランド戦、29日サモア戦を中継した日本テレビは、『ZIP!』（通常5:50-9:00）の開始を15分遅らせた。
- 10月8日アルゼンチン戦を中継した日本テレビは、終了時刻を5分延長し、以降の番組を遅らせた。
- 世帯視聴率は「視聴世帯数÷調査世帯数x100」、個人視聴率は「視聴人数÷調査世帯人数x100」(4歳以上)[799]。

| 試合      | 対戦相手     | 試合開始時刻 （現地）   | 同 日本時間                | 放送形態 | メディア       | 放送時間                                                | 世帯視聴率          | 世帯視聴率          | 個人 視聴率         | 備考            |
| 試合      | 対戦相手     | 試合開始時刻 （現地）   | 同 日本時間                | 放送形態 | メディア       | 放送時間                                                | 平均 視聴率         | 瞬間最高 視聴率     | 個人 視聴率         | 備考            |
| --------- | ------------ | ----------------------- | -------------------------- | -------- | -------------- | ------------------------------------------------------- | ------------------- | ------------------- | ------------------- | --------------- |
| プール戦1 | チリ         | 2023年 9月10日(日) 13時 | 2023年 9月10日(日) 20時    | 生中継   | NHK総合/BS4K   | 10日(日)19:30-22:30 (前半19:50-20:58) (後半21:02-22:19) | 前半19.3% 後半19.7% | 前半22.4% 後半22.3% | 前半12.5% 後半12.4% | [ 800 ] [ 801 ] |
| プール戦1 | チリ         | 2023年 9月10日(日) 13時 | 2023年 9月10日(日) 20時    | 生中継   | J SPORTS       | 10日(日)19:00-23:30                                     |                     |                     |                     |                 |
| プール戦2 | イングランド | 2023年 9月17日(日) 21時 | 2023年 9月18日(月・祝) 4時 | 生中継   | NHKBS1/BS4K    | 18日(月祝)3:00-6:30                                     |                     |                     |                     |                 |
| プール戦2 | イングランド | 2023年 9月17日(日) 21時 | 2023年 9月18日(月・祝) 4時 | 生中継   | 日本テレビ系列 | 18日(月祝)3:45-6:05 (前半3:45-5:00) (後半5:00-6:05)     | 前半4.1% 後半6.3%   |                     | 前半2.0% 後半3.1%   | [ 802 ] [ 803 ] |
| プール戦2 | イングランド | 2023年 9月17日(日) 21時 | 2023年 9月18日(月・祝) 4時 | 生中継   | J SPORTS       | 18日(月祝)3:00-7:00                                     |                     |                     |                     |                 |
| プール戦2 | イングランド | 2023年 9月17日(日) 21時 | 2023年 9月18日(月・祝) 4時 | 録画     | NHK総合/BS4K   | 18日(月祝)8:15-10:15                                    |                     |                     |                     |                 |
| プール戦3 | サモア       | 2023年 9月28日(木) 21時 | 2023年 9月29日(金) 4時     | 生中継   | 日本テレビ系列 | 29日(金)3:45-6:05 (前半3:45-5:00) (後半5:00-6:05)       | 前半3.9% 後半7.9    |                     | 前半1.8% 後半3.8    | [ 804 ] [ 805 ] |
| プール戦3 | サモア       | 2023年 9月28日(木) 21時 | 2023年 9月29日(金) 4時     | 生中継   | J SPORTS       | 29日(金)3:00-                                           |                     |                     |                     |                 |
| プール戦3 | サモア       | 2023年 9月28日(木) 21時 | 2023年 9月29日(金) 4時     | 録画     | NHK総合/BS4K   | 29日(金)22:00-24:00                                     |                     |                     |                     |                 |
| プール戦4 | アルゼンチン | 2023年 10月8日(日) 13時 | 2023年 10月8日(日) 20時    | 生中継   | 日本テレビ系列 | 8日(日)19:45-21:59                                      | 21.5%               | 28.3% (個人18.9%)   | 14.1%               | [ 806 ]         |
| プール戦4 | アルゼンチン | 2023年 10月8日(日) 13時 | 2023年 10月8日(日) 20時    | 生中継   | J SPORTS       | 8日(日)19:00-23:00                                      |                     |                     |                     |                 |
| プール戦4 | アルゼンチン | 2023年 10月8日(日) 13時 | 2023年 10月8日(日) 20時    | 録画     | NHK総合/BS4K   | 9日(月祝)8:17-10:17                                     |                     |                     |                     |                 |

### ラグビーワールドカップ2019（日本大会）

#### 視聴率
ラグビーワールドカップ2019では、日本国内開催および日本代表の快進撃により、日を追うごとに視聴者が増加していき、以下のように記録的な高視聴率をおさめた（ビデオリサーチ社による関東地区の地上波テレビ 世帯視聴率）。
準々決勝の南アフリカ戦は、NHK大河ドラマ「いだてん」（前週の視聴率3.7％）を休止して放送し、平均視聴率41.6％となり、2019年の全番組で１位となった。また、決勝トーナメントへの出場（ベスト8）をかけた予選第4試合スコットランド戦39.2％は、2019年の全番組で２位。
放送権を持つ日本テレビとNHKは、ネット配信サービス（NHKプラス、TVer）や再放送などで見逃し視聴者への対応を行った。この他に、有料BS放送J SPORTSによるワールドカップ全試合の生中継や時間差放送、再放送があった。
| 放送日             | 放送時間    | 放送分数 | 放送局         | 試合     | 対戦相手         | 放送形態 | 平均視聴率 | 瞬間最高視聴率 |
| ------------------ | ----------- | -------- | -------------- | -------- | ---------------- | -------- | ---------- | -------------- |
| 2019年9月20日(金)  | 18:00-21:50 | 230分    | NHK BS1        | 予選1    | 開会式・ロシア戦 | 生中継   | -          | -              |
| 2019年9月20日(金)  | 18:25-19:30 | 65分     | 日本テレビ系列 | -        | 開会式           | 生中継   | -          | -              |
| 2019年9月20日(金)  | 19:30-21:54 | 144分    | 日本テレビ系列 | 予選1    | ロシア戦         | 生中継   | 18.3%      | 25.5%          |
| 2019年9月28日(土)  | 15:40-18:41 | 181分    | NHK総合        | 予選2    | アイルランド戦   | 生中継   | 22.5%      | 28.9%          |
| 2019年10月5日(土)  | 19:15-21:34 | 139分    | 日本テレビ系列 | 予選3    | サモア戦         | 生中継   | 32.8%      | 46.1%          |
| 2019年10月5日(土)  | 22:00-23:50 | 110分    | NHK BS1        | 予選3    | サモア戦         | 録画放送 | -          | -              |
| 2019年10月13日(日) | 19:30-21:40 | 130分    | 日本テレビ系列 | 予選4    | スコットランド戦 | 生中継   | 39.2%      | 53.7%          |
| 2019年10月13日(日) | 22:00-23:50 | 110分    | NHK BS1        | 予選4    | スコットランド戦 | 録画放送 | -          | -              |
| 2019年10月20日(日) | 19:10-21:50 | 160分    | NHK総合        | 準々決勝 | 南アフリカ戦     | 生中継   | 41.6%      | 49.1%          |

ラグビーワールドカップ2019は、前大会で話題を集めた五郎丸歩選手が不在のため、視聴率は大苦戦するという予想もあった。しかしこのような高視聴率を獲得した原因を、テレビ評論コラムニストの木村隆志は、「『ルールがわからない』『ほとんど選手を知らない』という“にわかファン”の多さ」 と、彼らが「自ら『私、“にわか”だから』と公言して楽しむ」 ことができたからだと考察している。さらに4つの要因として
1. 日本代表の躍進が、劇的なシーンの連続で、新たなファン層を掘り起こした
2. 日本代表選手たちが頻繁に発するコメント「選手・スタッフ・応援する人々によるONE TEAM」[819] が、人々の心に響いた
3. 40億人が視聴する[820] ラグビーワールドカップというビッグイベントが、日本ではなじみが薄いながらも国内開催で、新鮮だった
4. 6月に池井戸潤の小説『ノーサイド・ゲーム』が出版され、それをテレビドラマ化して7月からW杯開幕5日前まで放送し話題となった[821]TBSテレビのアシスト[822][823]

を挙げている。またメディアアナリストの鈴木祐司も、にわかラグビーファンがラグビーの歴史を変えたと考察している。ビデオリサーチ社の柿倉樹は、ドラマ『ノーサイド・ゲーム』がラグビー応援ムードを醸成し、予選第2試合アイルランド戦の内容が「にわかファン」に火をつけたと分析している。

#### 流行語「にわかファン」
ワールドカップ2019において、「にわかファン」だと肯定的に自称する 多くの新しいファンの存在が、大会成功の一因だと日本ラグビー協会も歓迎している。
「にわかファン」という言葉は流行語にもなり、大賞となった「ONE TEAM」と共に、2019年の新語・流行語大賞にノミネートされた。他に、姫野和樹の得意技としての「ジャッカル」、稲垣啓太のニックネーム「笑わない男」、ワールドカップ2019のキャッチコピー「4年に一度じゃない。一生に一度だ。」 もノミネートされ、2019年はラグビーの話題で盛り上がった年だった。
三省堂書店「辞書を編む人が選ぶ今年の新語2019」においては、初心者を歓迎する文脈で使われた「にわか」が2位に選定された。

### ラグビーワールドカップ2015（イングランド大会）

#### 視聴率
| 放送日             | 放送時間    | 放送分数 | 放送局         | 試合  | 対戦相手           | 放送形態 | 平均視聴率 | 瞬間最高視聴率 |
| ------------------ | ----------- | -------- | -------------- | ----- | ------------------ | -------- | ---------- | -------------- |
| 2015年9月20日(日)  | 0:00-2:55   | 175分    | NHK BS1        | 予選1 | 南アフリカ戦       | 生中継   | 0.8%       | -              |
| 2015年9月20日(日)  | 13:15-15:00 | 105分    | 日本テレビ系列 | 予選1 | 南アフリカ戦       | 録画放送 | 4.9%       | -              |
| 2015年9月23日(水)  | 22:15-24:25 | 130分    | 日本テレビ系列 | 予選2 | スコットランド戦   | 生中継   | 15.0%      | 20.3%          |
| 2015年10月3日(土)  | 22:15-24:35 | 140分    | 日本テレビ系列 | 予選3 | サモア戦           | 生中継   | 19.3%      | 25.2%          |
| 2015年10月12日(月) | 3:45-5:00   | 75分     | 日本テレビ系列 | 予選4 | アメリカ戦（前半） | 生中継   | 3.3%       | -              |
| 2015年10月12日(月) | 5:00-5:55   | 55分     | 日本テレビ系列 | 予選4 | アメリカ戦（後半） | 生中継   | 5.2%       | 6.8%           |
| 2015年10月12日(月) | 2:50-6:10   | 200分    | NHK BS1        | 予選4 | アメリカ戦         | 生中継   | -          | -              |

ワールドカップ2015で、日本代表が対戦した予選第1試合 南アフリカ戦を生中継したNHK BS1での0.8％は、同時間帯の前４週の平均視聴率0.3％を0.5ポイント上回る、異例の高視聴率であるとNHKは分析した。
予選第4試合の日本テレビでのアメリカ戦中継は、ビデオリサーチの1日の視聴率測定が午前5時で切り替わるため、前後半にデータが分かれた。なお、前後半を通した最高視聴率は、後半の時間帯での6.8％である。NHK BS1でも生中継があった が、視聴率の出典が見つからない。
有料BS局J SPORTSではワールドカップ2015の全試合を生中継した。

## テレビCM・WEB広告動画
選手個人の出演ではなく、「日本代表チーム全体」をイメージしたテレビCMやWEB広告動画に限った。
- 大正製薬「リポビタンD」（2011年8月20日 - ）[841][842][843][844][845][846][847][848][849][850][851][852][853][854][855][856]
- アサヒビール アサヒスーパードライ[857] YouTube動画「ラグビー日本代表 選手にエールを メッセージ」（2022年10月1日 - ）[858]、テレビCM「最高の渇きに。ラグビー日本代表」篇（2023年1月1日 - ）[859]、「ラグビーワールドカップ2023 いくぞ、日本代表とともに!」篇（2023年9月8日 - 10月）[860]、WEB CM（2024年9月7日）
- 三菱地所 企業広告（2019年7月29日 - ）[861][862][863][864][865][866][867][868]、「BY THE RUGBY 魂の言葉たち」シリーズ（2024年6月22日 - ）[869]
- 三井住友銀行 企業広告「ラグビー日本代表　挑戦と継承」篇（2019年9月20日 - 2019年10月）[870][871]、「柱」篇（2024年7月19日 - ）[872]
- 東芝 企業広告 「ラグビー日本代表 桜のエンブレム」編（2022年4月9日 - ）・（2023年4月3日 - ）[873][874][875]、「ラグビー日本代表 エンブレムにかける想い」篇[876]・「ラグビー日本代表 選手たちが、背負うもの」篇[877]（2023年6月29日 - ）

現在、日本代表チームを使ったCM展開をしていない企業
- 日本航空「ラグビー日本代表、車いすラグビー日本代表 応援キャンペーン」（2019年9月20日 - 12月31日）[878]、「ラグビー日本代表　GO WITH JAL」篇（2023年9月 - ）[879][880]
- カンタベリージャパン「Be TOUGH」編（2022年4月1日 - ）[881]、「cantabery ONETEAM 2023」篇（2023年6月28日  - ）[882]
- 集英社「ジャンプ＋ 9周年コラボ」（2023年9月8日 -  ）[883]
- 富士フイルム「お正月を写そう♪2020 ラグビー七福神・音チェキ」篇（2019年12月28日 - ）[884][885]
- J SPORTS × JAL (2015年8月1日 - 9月) JAL機内上映およびJ SPORTSホームページ公開限定[840]

## 映画化・ドキュメンタリー番組
- ブライトン・ミラクル（The Brighton Miracle） - 「ブライトンの奇跡」と言われるスポーツ史上最大の番狂わせの一つ、ラグビーワールドカップ2015の日本対南アフリカ戦までの日本代表の4年間を描いた、2019年オーストラリア制作の映画[886][887]。
- アナザーストーリーズ 運命の分岐点 -「世紀の番狂わせ～そして彼らはヒーローになった～」（NHK BSプレミアム、2019年5月28日）[888] - 地上波および再放送を含め、2023年9月までに9回放送された[889]。
- 新プロジェクトX～挑戦者たち～ -「ミスターラグビーがつないだ魂のパス ～ラグビーワールドカップ2019日本大会～」（NHK総合、2025年6月28日）[890]